# Garges-lès-Gonesse
 (août 2025).
Garges-lès-Gonesse  est une commune française de la banlieue nord de Paris, située dans l'arrondissement de Sarcelles, au sud-est du département du Val-d'Oise, dans l'agglomération parisienne en région Île-de-France. Ses habitants sont appelés les Gargeois et les Gargeoises.
Ancien village rural, Garges-lès-Gonesse se transforme en une commune de banlieue au début du XXe siècle mais c'est durant les années 1950 que la ville connaît de profondes mutations. C'est ainsi qu'avec Sarcelles, la ville vit l'édification des premiers grands ensembles français. La ville est désormais fortement urbanisée et située à proximité de l'aéroport de Paris-Le Bourget.

## Géographie

### Localisation et communes limitrophes
Située dans la banlieue nord de Paris, Garges-lès-Gonesse est une commune du département du Val-d'Oise, en région Île-de-France. La ville se situe à 15 km de la capitale. Elle fait partie du Pays de France et de la communauté d'agglomération Val de France.

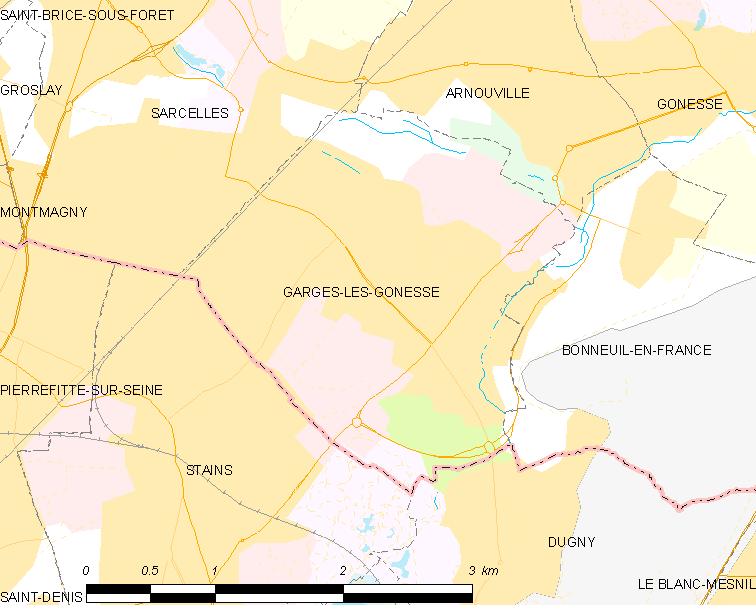
Carte de la commune.
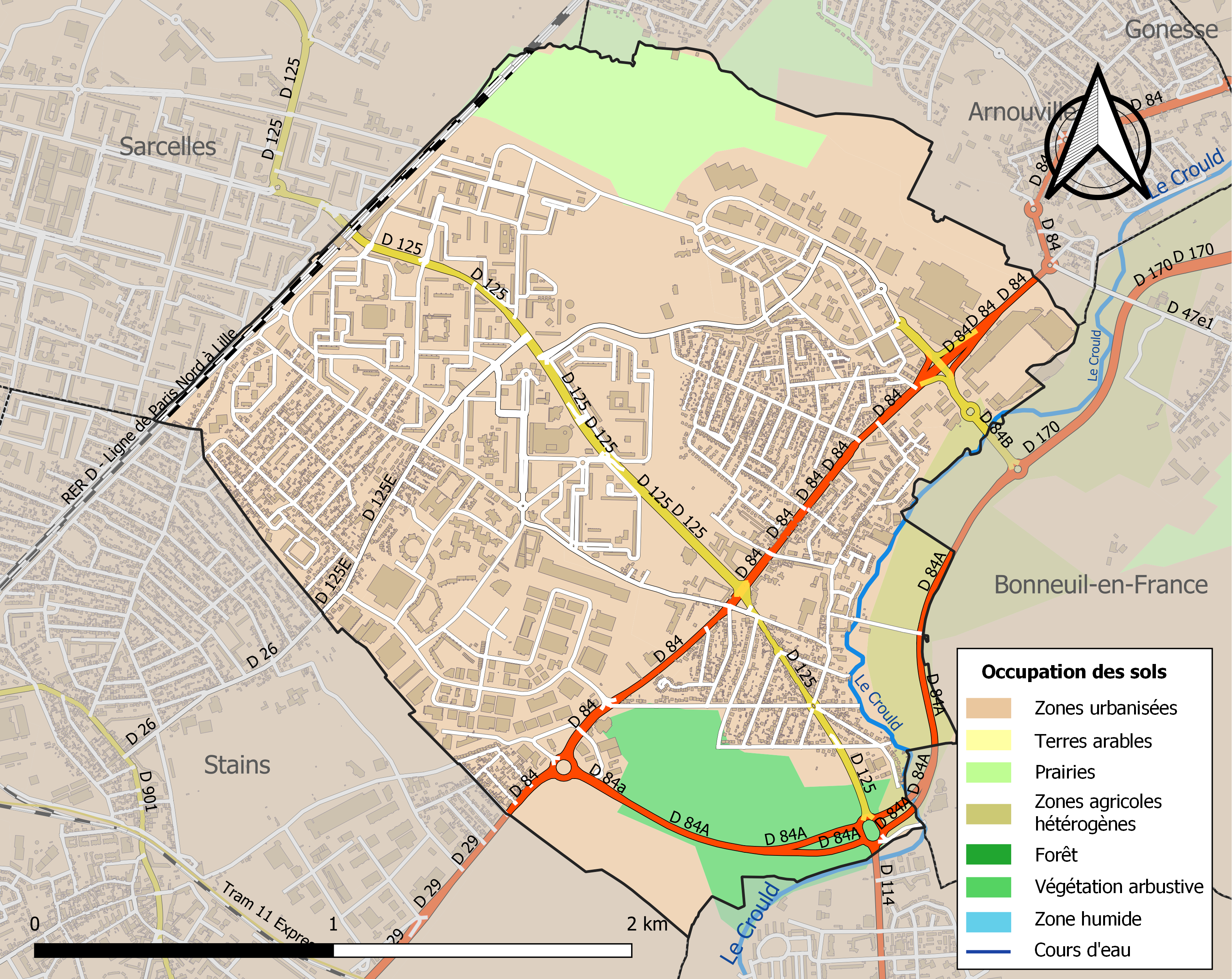
Occupation des sols

### Communes limitrophes
La commune est limitrophe de Sarcelles, Arnouville, Bonneuil-en-France, ainsi que de Dugny et Stains dans le département voisin de la Seine-Saint-Denis. Les limites méridionales et orientales de la ville sont aussi celles du département.
| Sarcelles                  | Arnouville                 | Arnouville                |
| Sarcelles Stains           | Garges-lès-Gonesse         | Bonneuil-en-France        |
| Stains (Seine-Saint-Denis) | Stains (Seine-Saint-Denis) | Dugny (Seine-Saint-Denis) |

### Voies de communication et transports

#### Transports en commun

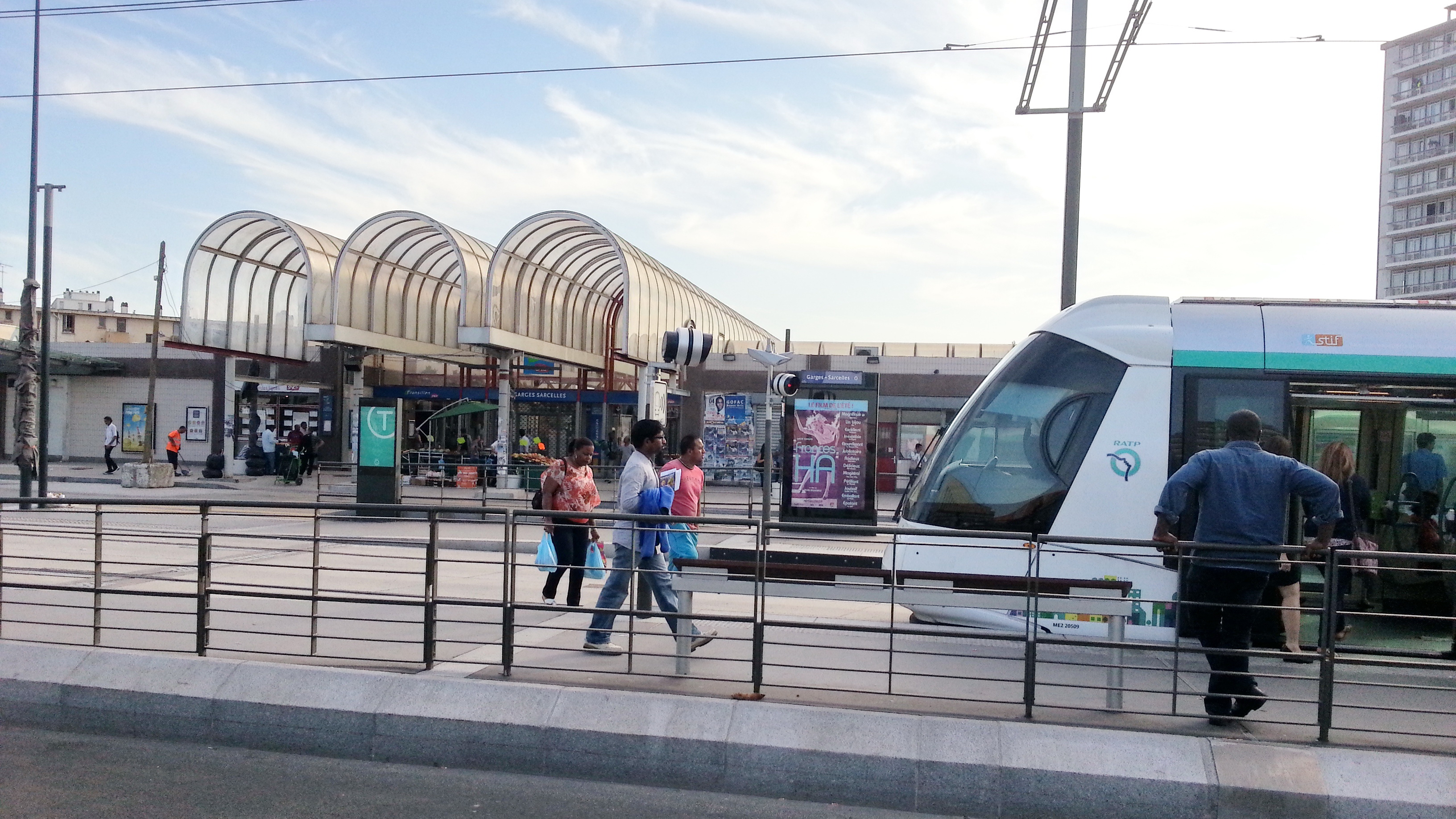
La gare de Garges - Sarcelles.
Depuis le 29 juillet 2013, elle est le terminus de la Ligne 5 du tramway d'Île-de-France.

La ville se situe en zone 4 des transports en commun d'Île-de-France. Elle est desservie par la gare de Garges-Sarcelles sur le  , ainsi que par les lignes 133, 252, 255 et 270 du réseau de bus RATP, les lignes 11, 31 et 95.02 du réseau de bus Roissy Ouest et la ligne N43 du Noctilien.
Par ailleurs, Garges-lès-Gonesse est traversée par la ligne Paris - Lille, sur laquelle circule les rames du RER D, également empruntée sur cette section par le TGV Nord, le Thalys, l'Eurostar et le TER Picardie et sans oublier le fret qui passe rarement.

#### Aéroports
Une des limites de la ville longe exactement les terrains de l'aéroport du Bourget. Même si ce dernier est le siège d'un trafic limité (réservé aux avions d'affaires ou de fret), les aéronefs traversent la ville à la fin de la phase d'atterrissage c'est-à-dire à quelques dizaines de mètres d'altitude. La commune est également survolée par une partie des avions allant ou venant de l'aéroport Roissy-Charles-de-Gaulle. Les nuisances aériennes sont donc un sujet de préoccupation important au sein de la population.

#### Réseau routier

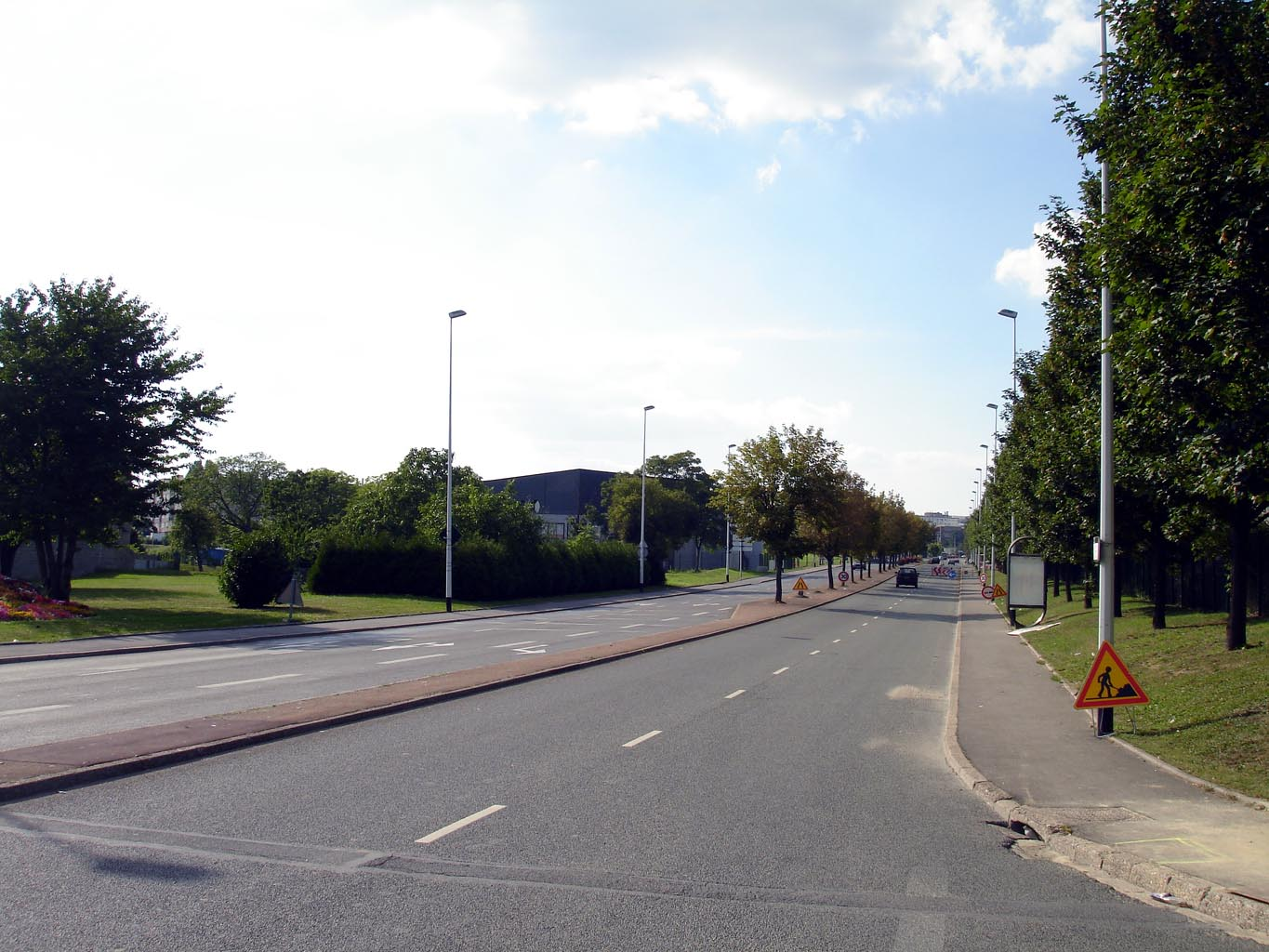
La D 125.

Le territoire de la ville est traversé par deux axes principaux qui sont la D 125 et la D 84.
La première permet de rejoindre Montmorency tout en donnant accès aux routes nationales N 16 et N 1 à la hauteur de Sarcelles.
La seconde est l'accès le plus simple à l'autoroute A1 (elle devient D 29 à Stains) vers Paris ou, dans le sens opposé, à l'aéroport Roissy-Charles-de-Gaulle.
Le contournement est de la ville par la D 84A.

### Climat
Pour des articles plus généraux, voir Climat de l'Île-de-France et Climat du Val-d'Oise.
En 2010, le climat de la commune est de type climat océanique dégradé des plaines du Centre et du Nord, selon une étude du CNRS s'appuyant sur une série de données couvrant la période 1971-2000. En 2020, Météo-France publie une typologie des climats de la France métropolitaine dans laquelle la commune est exposée à un climat océanique altéré et est dans la région climatique Sud-ouest du bassin Parisien, caractérisée par une faible pluviométrie, notamment au printemps (120 à 150 mm) et un hiver froid (3,5 °C).
Pour la période 1971-2000, la température annuelle moyenne est de 11,7 °C, avec une amplitude thermique annuelle de 15,3 °C. Le cumul annuel moyen de précipitations est de 668 mm, avec 10,5 jours de précipitations en janvier et 7,6 jours en juillet. Pour la période 1991-2020, la température moyenne annuelle observée sur la station météorologique la plus proche, située à Bonneuil-en-France à 2 km à vol d'oiseau, est de 12,1 °C et le cumul annuel moyen de précipitations est de 616,3 mm,. Pour l'avenir, les paramètres climatiques de la commune estimés pour 2050 selon différents scénarios d'émission de gaz à effet de serre sont consultables sur un site dédié publié par Météo-France en novembre 2022.
| Mois                                  | jan.             | fév.             | mars            | avril           | mai             | juin           | jui.           | août           | sep.           | oct.            | nov.            | déc.             | année      |
| ------------------------------------- | ---------------- | ---------------- | --------------- | --------------- | --------------- | -------------- | -------------- | -------------- | -------------- | --------------- | --------------- | ---------------- | ---------- |
| Température minimale moyenne (°C)     | 2,3              | 2,1              | 4,2             | 6,3             | 9,8             | 13             | 14,9           | 14,6           | 11,5           | 8,8             | 5,2             | 2,8              | 8          |
| Température moyenne (°C)              | 4,9              | 5,4              | 8,4             | 11,2            | 14,7            | 18             | 20,2           | 20             | 16,5           | 12,7            | 8,1             | 5,4              | 12,1       |
| Température maximale moyenne (°C)     | 7,5              | 8,7              | 12,6            | 16,1            | 19,6            | 23             | 25,5           | 25,4           | 21,5           | 16,5            | 11,1            | 7,9              | 16,3       |
| Record de froid (°C) date du record   | −18,2 17.01.1985 | −16,8 14.02.1956 | −9,6 07.03.1971 | −3,7 01.04.1931 | −1,6 06.05.1957 | 0,9 13.06.1935 | 3,5 09.07.1929 | 1,9 01.08.1923 | 0,1 24.09.1931 | −5,6 30.10.1985 | −9,5 28.11.1921 | −15,1 16.12.1925 | −18,2 1985 |
| Record de chaleur (°C) date du record | 16,1 27.01.03    | 20,8 28.02.1960  | 25,5 31.03.21   | 31,9 18.04.1949 | 35 24.05.1922   | 36,9 27.06.11  | 42,1 25.07.19  | 40,2 12.08.03  | 35,3 09.09.23  | 29,4 04.10.1921 | 21,3 08.11.15   | 17,2 16.12.1989  | 42,1 2019  |
| Ensoleillement (h)                    | 574              | 737              | 1 293           | 171             | 1 894           | 203            | 2 132          | 2 064          | 1 616          | 1 113           | 637             | 543              | 16 342     |
| Précipitations (mm)                   | 46,8             | 41,1             | 43,9            | 43,1            | 60,5            | 53,8           | 56,3           | 52,5           | 44,6           | 56,7            | 53,6            | 63,4             | 616,3      |

### Géologie et relief
Garges-lès-Gonesse se situe dans la région naturelle du Pays de France, région consacrée à la grande culture céréalière. Le point culminant de la ville se situe à 80 m au Fort de Stains.

### Hydrographie
La ville de Garges-lès-Gonesse est traversée par deux rivières :
- L'est de la ville est traversé par le Croult, petite rivière, en partie couverte, qui prend sa source à Goussainville, alimentée notamment par plusieurs rus de la Plaine de France : le Rouillon et la Molette. La rivière à une longueur de 12,3 kilomètres et traverse neuf communes.
- Le nord est traversé par le Petit Rosne, une petite rivière de 9,6 kilomètres de longueur. Elle prend sa source à Montsoult, au pied de la butte portant la forêt de L'Isle-Adam et s'écoule selon une orientation nord / sud avant de s'infléchir nettement vers l'est et de rejoindre le Croult à Bonneuil-en-France.

La commune est alimentée en eau par l'usine de production d'Annet-sur-Marne, gérée par la société Veolia Environnement. L'eau potable à Garges est de très bonne qualité bactériologique, contenant peu de nitrates, étant peu fluorée et devenue relativement peu calcaire.
La ville possède également deux châteaux d'eau.

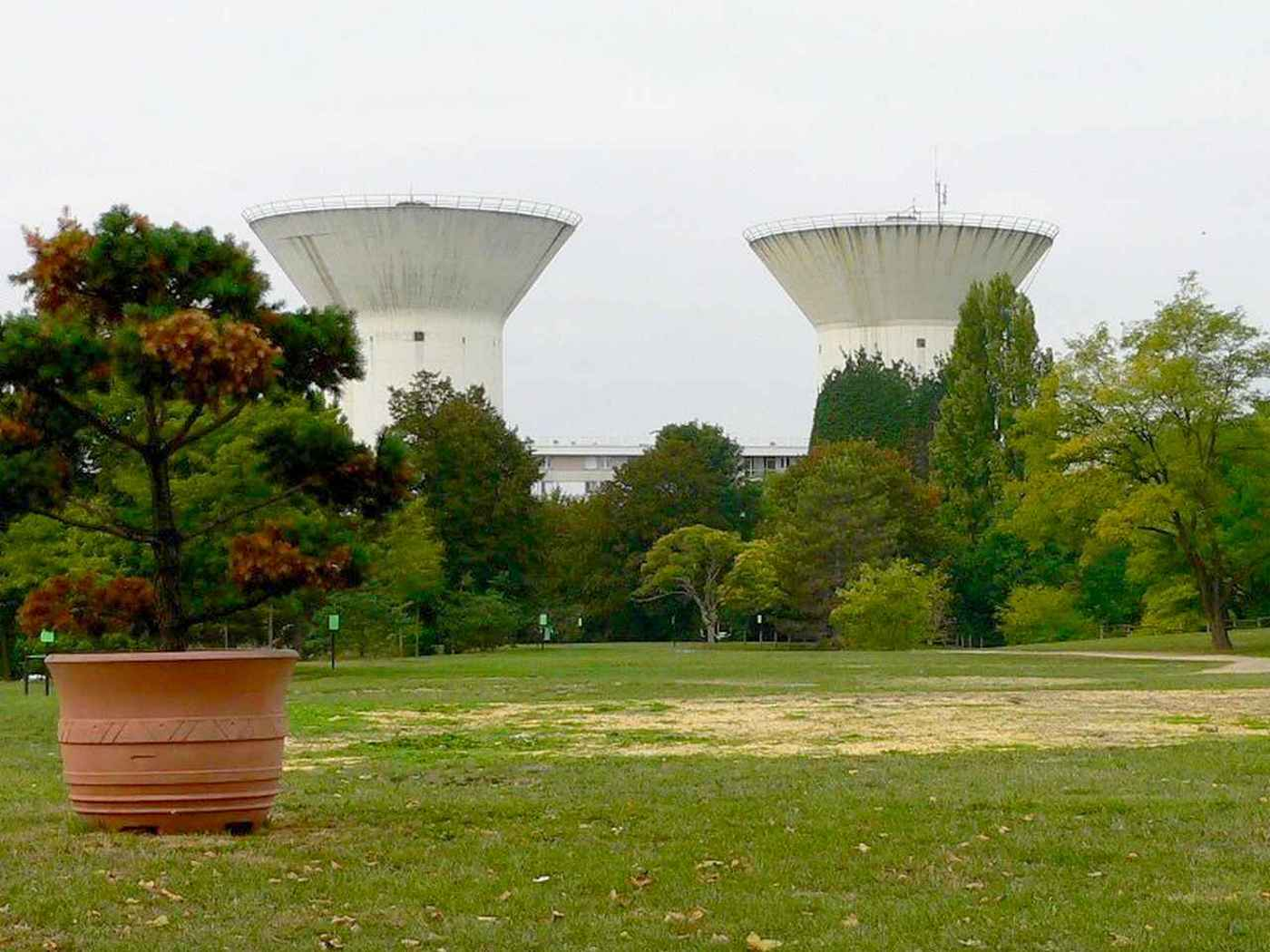
Châteaux d'eau

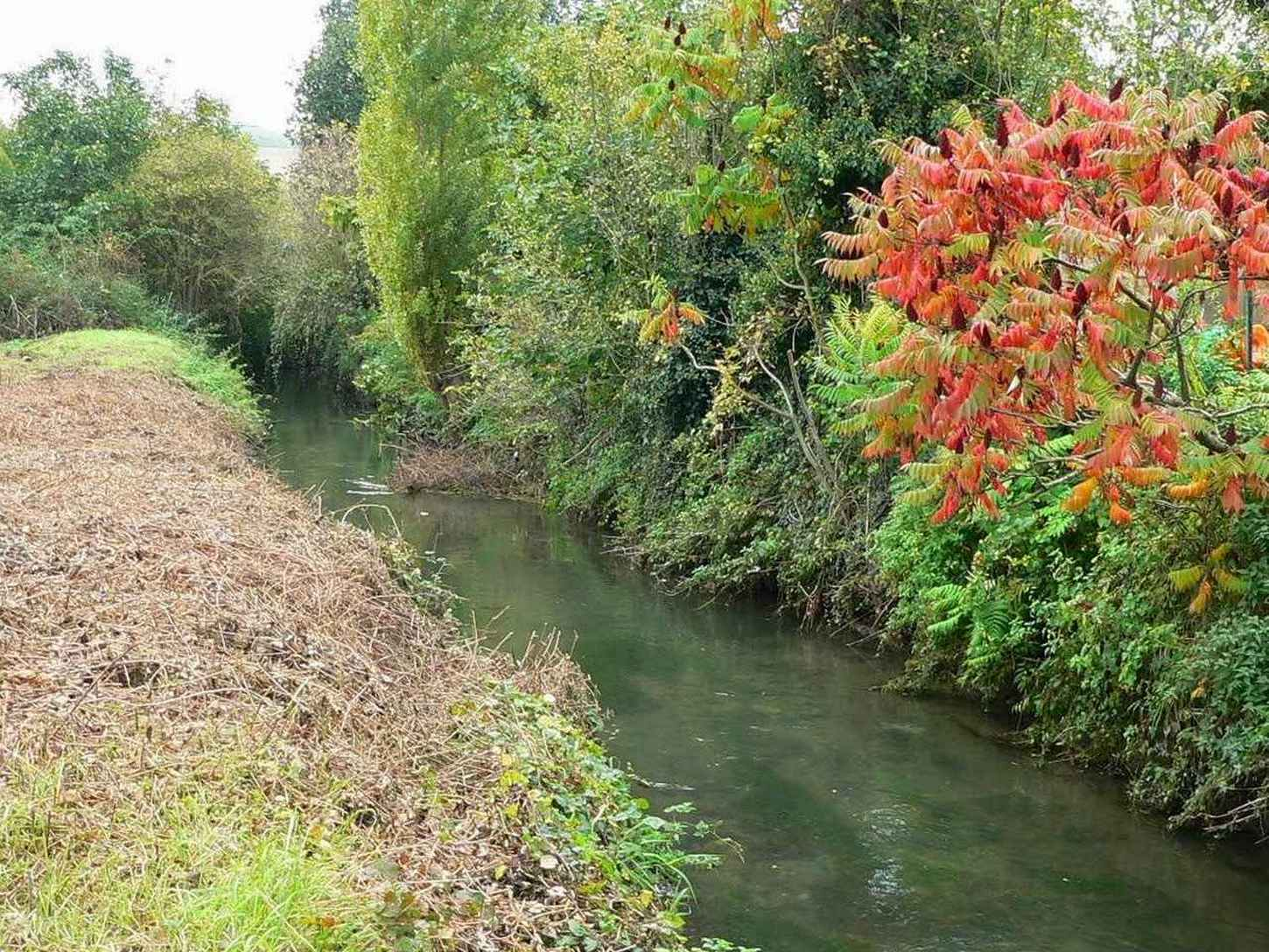
Le Croult

## Urbanisme

### Typologie
Au 1er janvier 2024, Garges-lès-Gonesse est catégorisée grand centre urbain, selon la nouvelle grille communale de densité à sept niveaux définie par l'Insee en 2022.
Elle appartient à l'unité urbaine de Paris, une agglomération inter-départementale regroupant 407  communes, dont elle est une commune de la banlieue,,. Par ailleurs la commune fait partie de l'aire d'attraction de Paris, dont elle est une commune du pôle principal,. Cette aire regroupe 1 929 communes,.

#### Quartiers historiques

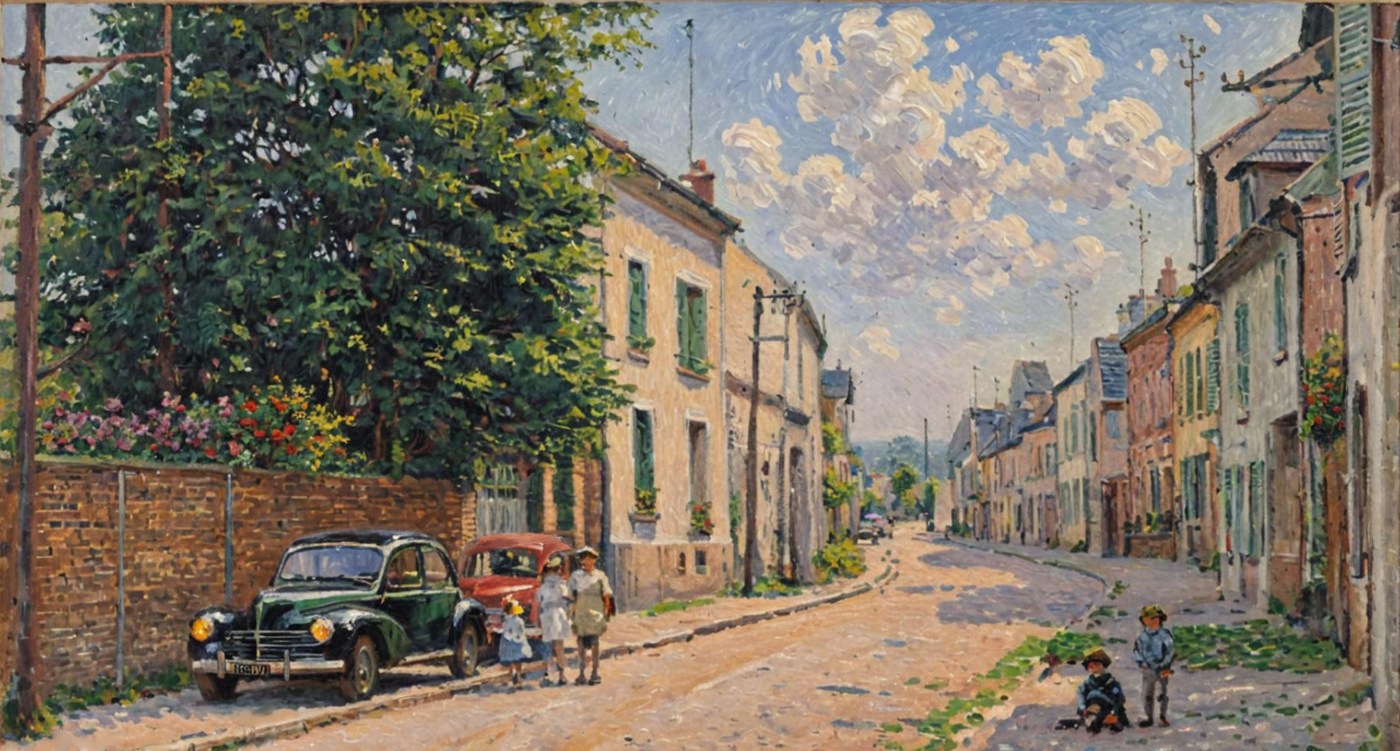
La rue Marcel Bourgogne au Vieux-Pays dans les années 50

Les quartiers  peuplés avant les années 1960 sont :
- La Lutèce
- La Croix Buard ( ex lotissement du parc )
- Carnot
- Le Vieux-Pays
- L'Argentière

Le quartier du Vieux-Pays historique à savoir la rue Marcel Bourgogne ( ex rue des Menées), la rue Pierre Noël Duvivier  (  ex rue des Paillards ) et la rue de Verdun ( ex  rue des Flamands et ensuite rue de la mairie ) n'a absolument  rien gardé  de son aspect de village. Les lourdes et monumentales portes cochères en bois massif qui fermaient la totalité des cours intérieures  et des fermes n'existent plus.Les volets en bois et  à claire-voie qui occultaient le soir 90% des fenêtres  non plus .Disparues les moulures sur les façades des maisons de villages des rues Marcel Bourgogne et de Verdun .Les trottoirs à bordures de granit ont tous été supprimés et le bitume à remplacé les pavés. Les éclairages publics de style ancien contrastent avec le bâti moderne. 50% des maisons anciennes ont été rasées, et celles qui restent ont été tellement modifiées qu'elles ont perdu  toute leur authenticité. Plus rien ne témoigne du passé du vieux pays si ce n'est la grille et les piliers du petit château. 
Quartiers HLM
Les quartiers HLM sont essentiellement constitués de logement sociaux mais ceux-ci coexistent avec quelques copropriétés :
- Basses-Bauves
- Doucettes
- Centre-Ville
- Dame Blanche Ouest
- Dame Blanche Nord
- La Muette
- Henri-Barbusse

Le quartier de la Dame Blanche-Nord est nommé la Cité des peintres, surnom dû à ses rues qui portent des noms de peintres célèbres.
La plupart de ces quartiers sont désignés autrement par ses habitants. Ainsi, les Basses-Bauves sont plutôt désignées par « Le Corbusier », l'ouest de la Dame Blanche Ouest par « C.D.I », l'est par « West Park » et le sud par « C.P (Cité Perdue) », la Dame Blanche Nord par « Zone IV », le Centre-Ville par « la Commune » et Barbusse par « Cité Blanche ».
Les Gargeois (présents avant 1960), utilisent en revanche, les appellations très anciennes pour désigner les quartiers. Par exemple, ils ne disent jamais : « le quartier Carnot » mais en sont restés aux appellations d'origine qui séparaient ce quartier en quatre parties à savoir : les « Maisons saines » (ensemble pavillonnaire H.B.M. antérieur à la Seconde Guerre mondiale et qui se trouve en haut de l'avenue Carnot), les « baticoop » (ensemble pavillonnaire se trouvant à droite en montant l'avenue Carnot), « le clos Bousselin », et l'avenue Carnot en elle-même. Les Doucettes comme « la Muette » sont des dénominations datant de plusieurs siècles, bien avant que ne fusse construite la moindre habitation.

##### Quartier de la Dame Blanche
Le quartier de la Dame Blanche est construit entre 1958 et 1978 par de nombreux architectes dont Noël Le Maresquier. Les premiers habitants arrivent en 1960. Il comporte 7 732 logements en location et en propriété. Ce très grand ensemble est constitué de 5 sous-quartiers :

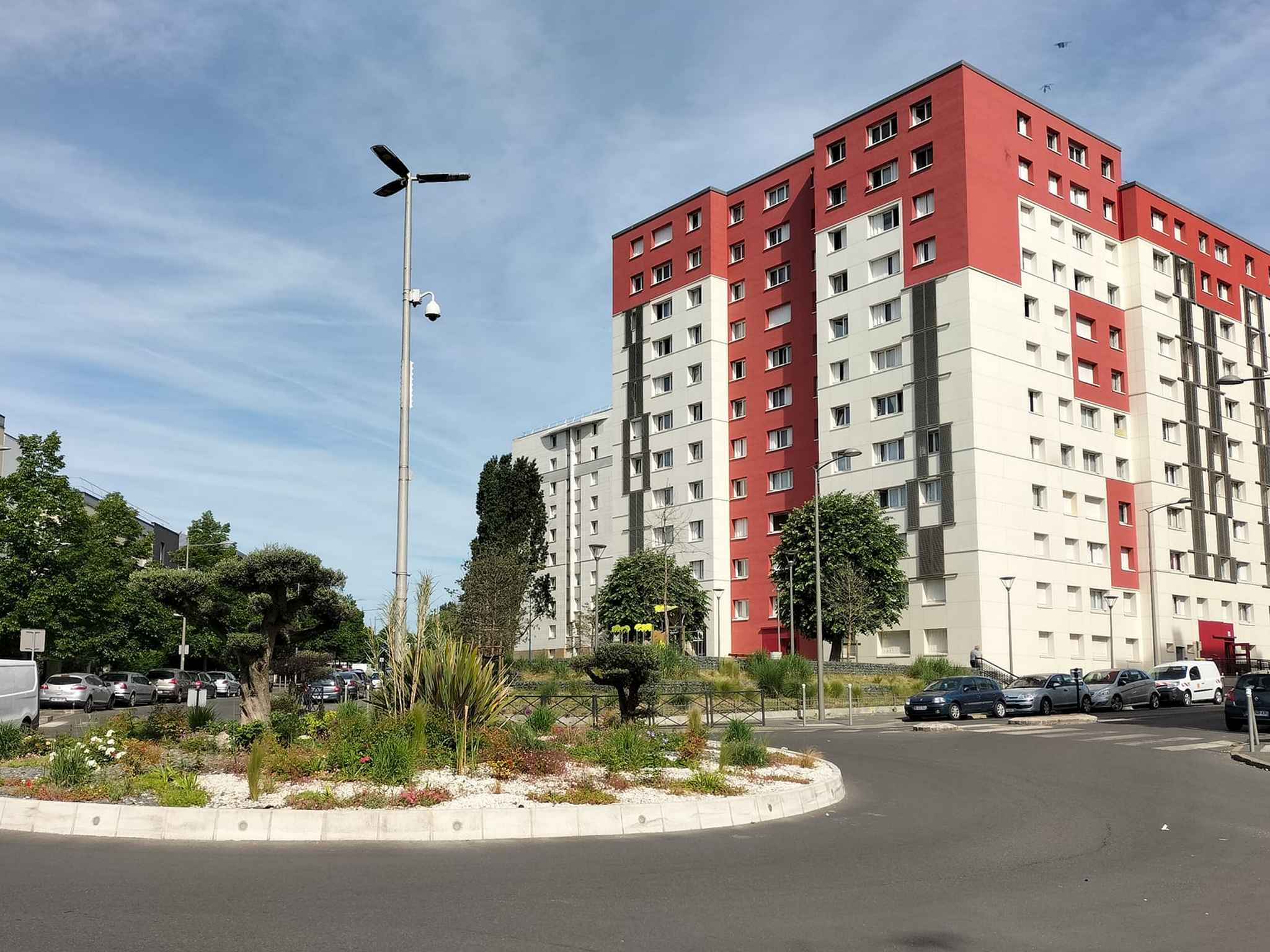
Le Centre Ville

1. Dame Blanche Ouest
2. Dame Blanche Nord
3. Les Basses Bauves
4. Barbusse
5. Centre-Ville

##### Quartier de la Muette
Le quartier de la Muette est construit entre 1970 et 1973 par les architectes Henri Colboc et Georges Philippe. Les premiers habitants arrivent en 1971. Il comporte 1 145 logements en location et en propriété. Ce grand ensemble est construit sur des terrains qui dépendait du château d'Arnouville jusqu'en 1921.

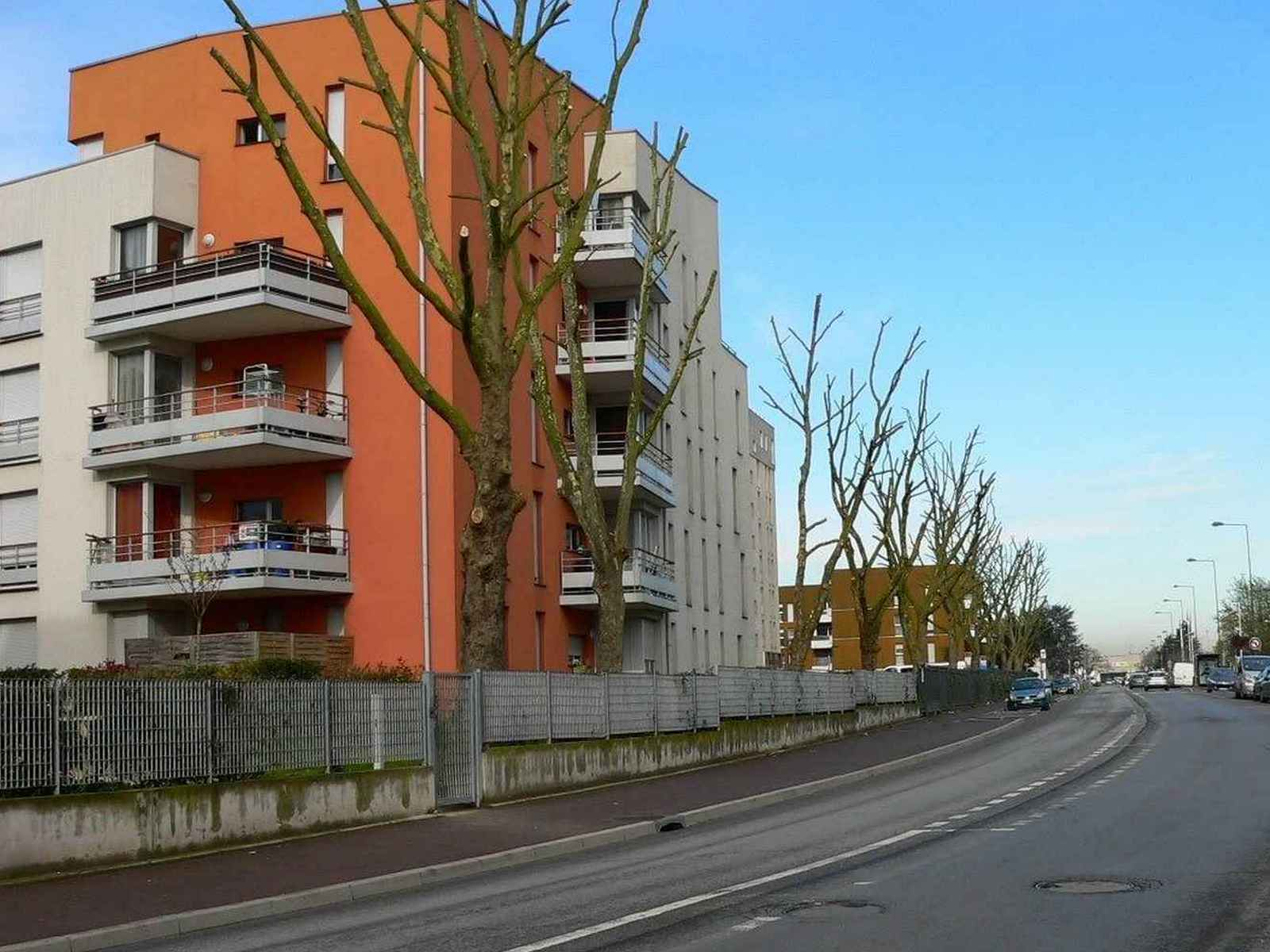
Boulevard de la Muette

L’histoire de La Muette est celle d’un projet avorté. Construite au début des années 1970, La Muette avait été initialement conçue pour fournir des bureaux et des logements aux futurs travailleurs de la zone de Roissy. Elle est principalement l’œuvre de la famille Delavenne, alors propriétaire des terrains. Une légende dit que la famille Delavenne, demeurant dans le quartier de La Muette, dans le 16e arrondissement de Paris, décida de baptiser du même nom ce qui aurait dû devenir une ville nouvelle. La vérité est toute autre. La muette est un lieu-dit gargeois très ancien comme il en existe beaucoup dans la commune, et remontant à plusieurs siècles. Sur la carte concernant une représentation de terres à blé en 1767 et publiée dans l'ouvrage de José Garcia « Garges ce petit village au bord du Crould » le lieu-dit « la Muette » existe déjà et jouxte le terrain nommé « le noyer des belles filles » (A.D95, Esup 139, plan terrier de Garges établi pour Jean-Baptiste de Machault entre 1750 et 1767 sous forme d'un Atlas aquarellé). Pour des raisons politiques, le projet ne fut jamais achevé.

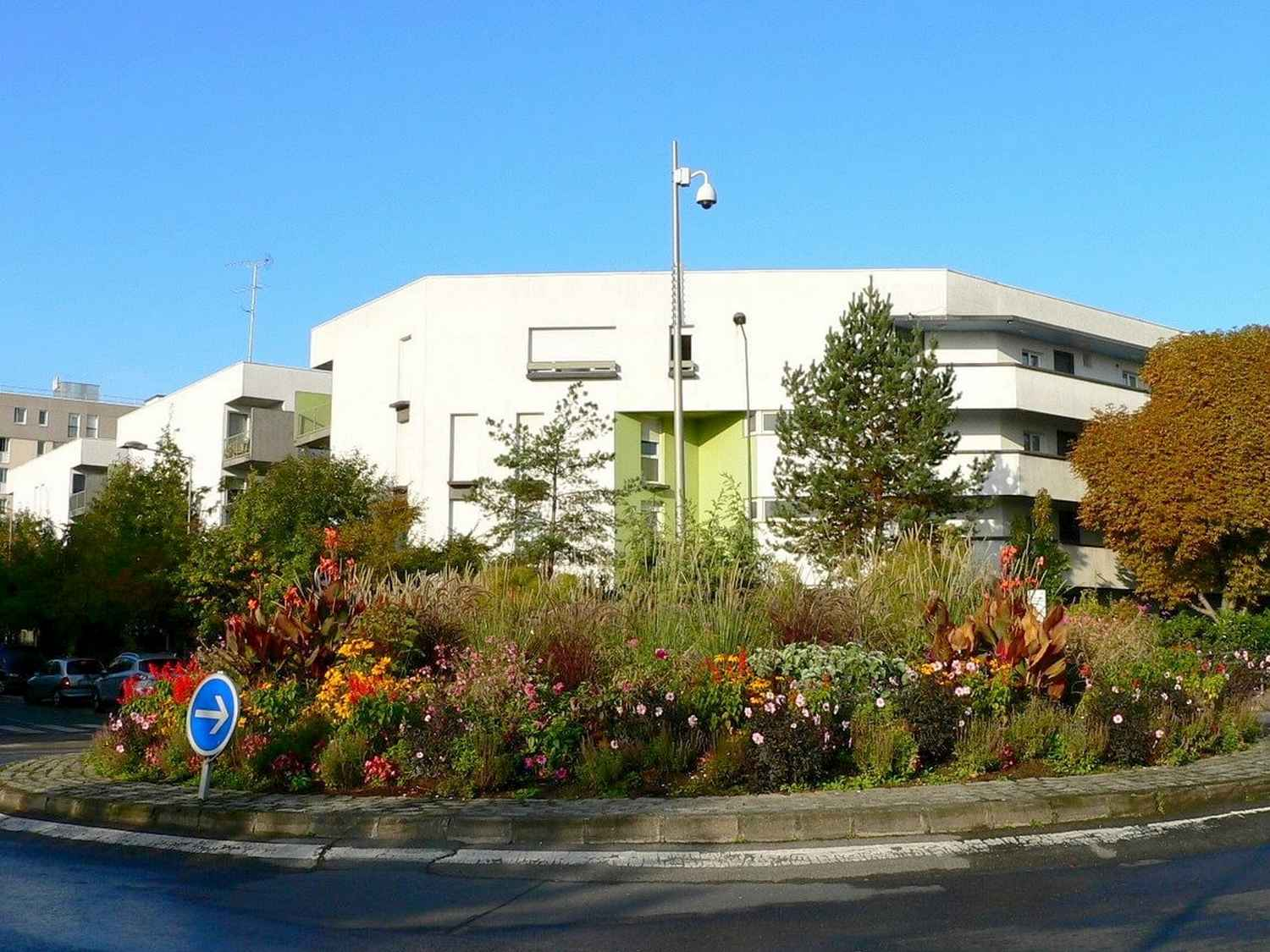
La Muette

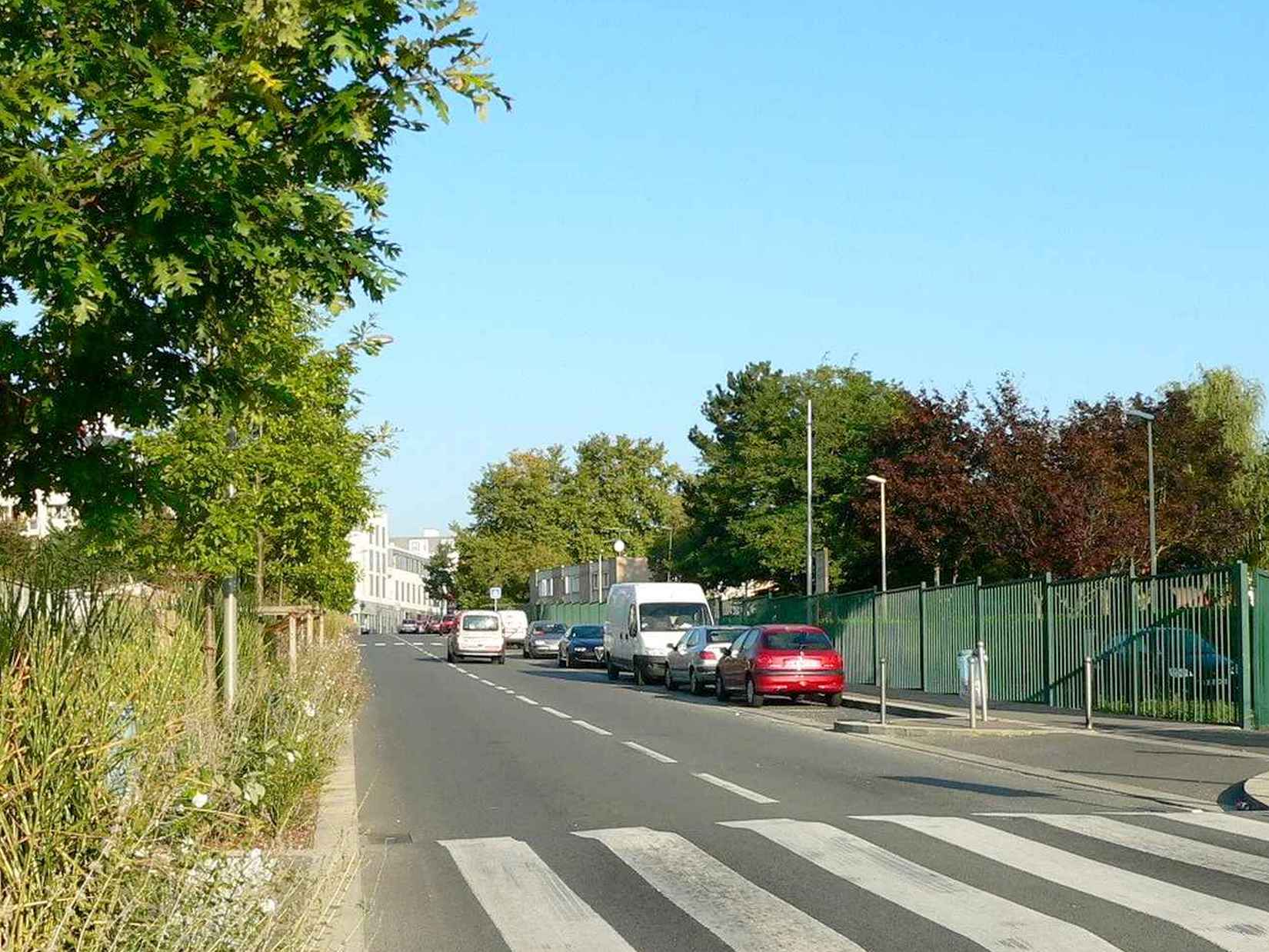
Avenue Frédéric Joliot-Curie

La première population de La Muette venait des bidonvilles d’Argenteuil. À l’époque, elle était plutôt mélangée. Ce n’est que plus tard que les Maghrébins deviendront majoritaires. Dès 1973 et 1975, des émeutes éclatent dans le quartier. Des opérations de police de grande envergure rétablissent l’ordre, les fauteurs de troubles et leurs familles sont expulsés. La lutte contre la criminalité et le trafic d’héroïne sont menés tambour battant. Plusieurs jeunes seront incarcérés. Mais jusqu’à la fin des années 1980, la cité restera une poudrière.

##### Quartier des Doucettes
Le quartier des Doucettes est construit entre 1971 et 1984 par l'architecte Kling. Les premiers habitants arrivent en 1971. Il comporte 1 121 logements en location et en propriété. Ce grand ensemble est construit pour reloger les habitants des bidonvilles de Garges.

## Toponymie
Garges lez Saint-Denis , Garges pres Saint Denis, Garges en France, Garges lez Gonesse, Garges les Gonesse, Garges pres Gonesse, Garges-Gonnesse. Garges.
L'étymologie de Garges proviendrait peut-être du germanique Wardja, place de garde.  Avant de devenir officiellement Garges-lès-Gonesse par décret  du 26 février 1941 paru dans le journal officiel du 14 mars 1941, la ville se nommait tout simplement GARGES.
La préposition « lès » signifie « près de », le nom de la commune signifiant littéralement « Garges près de Gonesse ». « Lès » ne doit donc pas être confondu avec l'article défini « les ».

## Histoire

### Les origines
L'existence de Garges est attestée en 832 sous le nom de Gahareim et dépend à cette époque de la puissante abbaye de Saint-Denis. La seigneurie de Garges ne semble jamais avoir appartenu à un seul seigneur, mais toujours à une diversité de personnages, ce qui était généralement le cas des anciennes dépendances directes au domaine royal.
En 950, Garges est donnée en fief à Hugues le Grand. Il y a de nombreux bénéficiaires dont l'abbaye de Saint-Denis.

### Époque moderne
Au XVIe siècle, Garges est rattachée à la seigneurie de Bonneuil qui dépend du seigneur d'Arnouville.
Vers 1750, la seigneurie de Garges est estimée à 25 000 livres. Au XVIIIe siècle, l'essentiel des terres est acheté par Machault d'Arnouville, contrôleur général des finances de Louis XV, qui entreprend de grands travaux d'aménagement. Augustin Blondel de Gagny, trésorier de la Caisse des amortissements et collectionneur d'art, suit son exemple et fait aménager un petit château, rue des Paillards, actuelle rue Pierre Noël Duvivier, par l'architecte Pierre Contant d'Ivry. Pendant la Révolution, Machault d'Arnouville est arrêté et meurt en prison. Ses fils et celui de Blondel de Gagny partent en Allemagne pour rejoindre les émigrés royalistes. Le village vit à cette époque de la vigne, dont les grandes familles de vignerons  sont propriétaires et implantées principalement rue des Menées (rue Marcel Bourgogne actuelle)  comme les familles Delorme, Héloin, Deleuse, Mary, Bousselin etc  mais également de l'extraction du gypse ( pierre à plâtre ) dans des carrières à ciel ouvert exploitées  par les familles Henriette, Héloin et Couturier du 16e au 18e siècle , puis par les familles Monnet et Cochet au 19e siècle jusqu'à l'extinction de cette activité en 1880, 

### Époque contemporaine

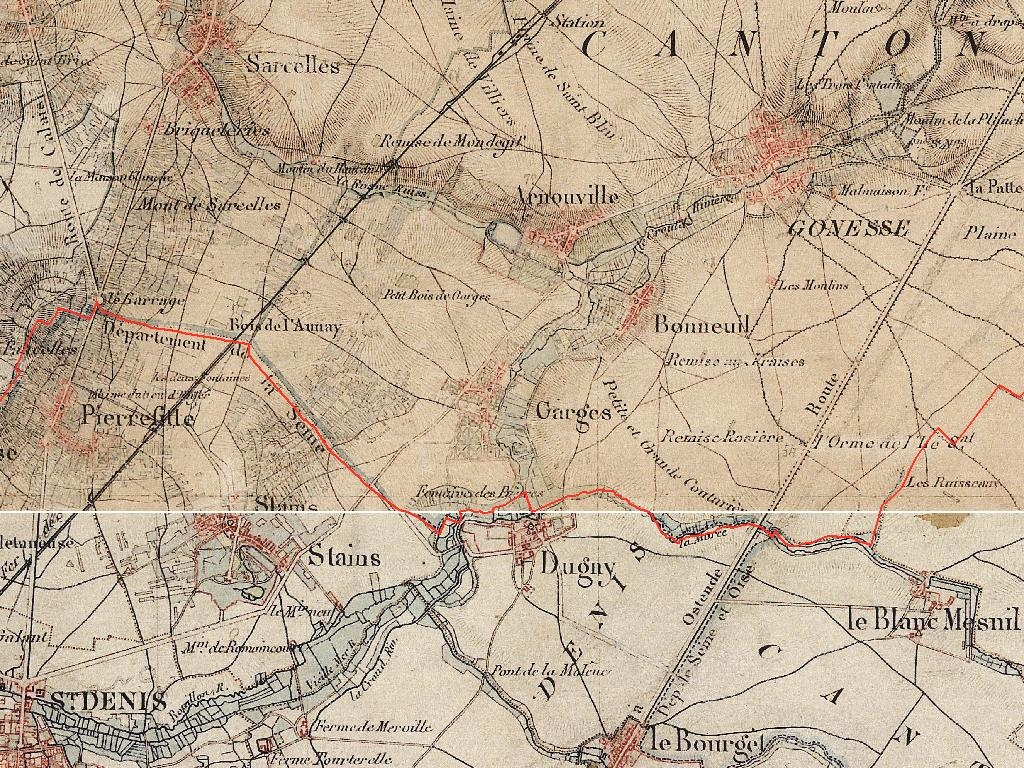
Garges sur la carte d'état-major, vers 1870.

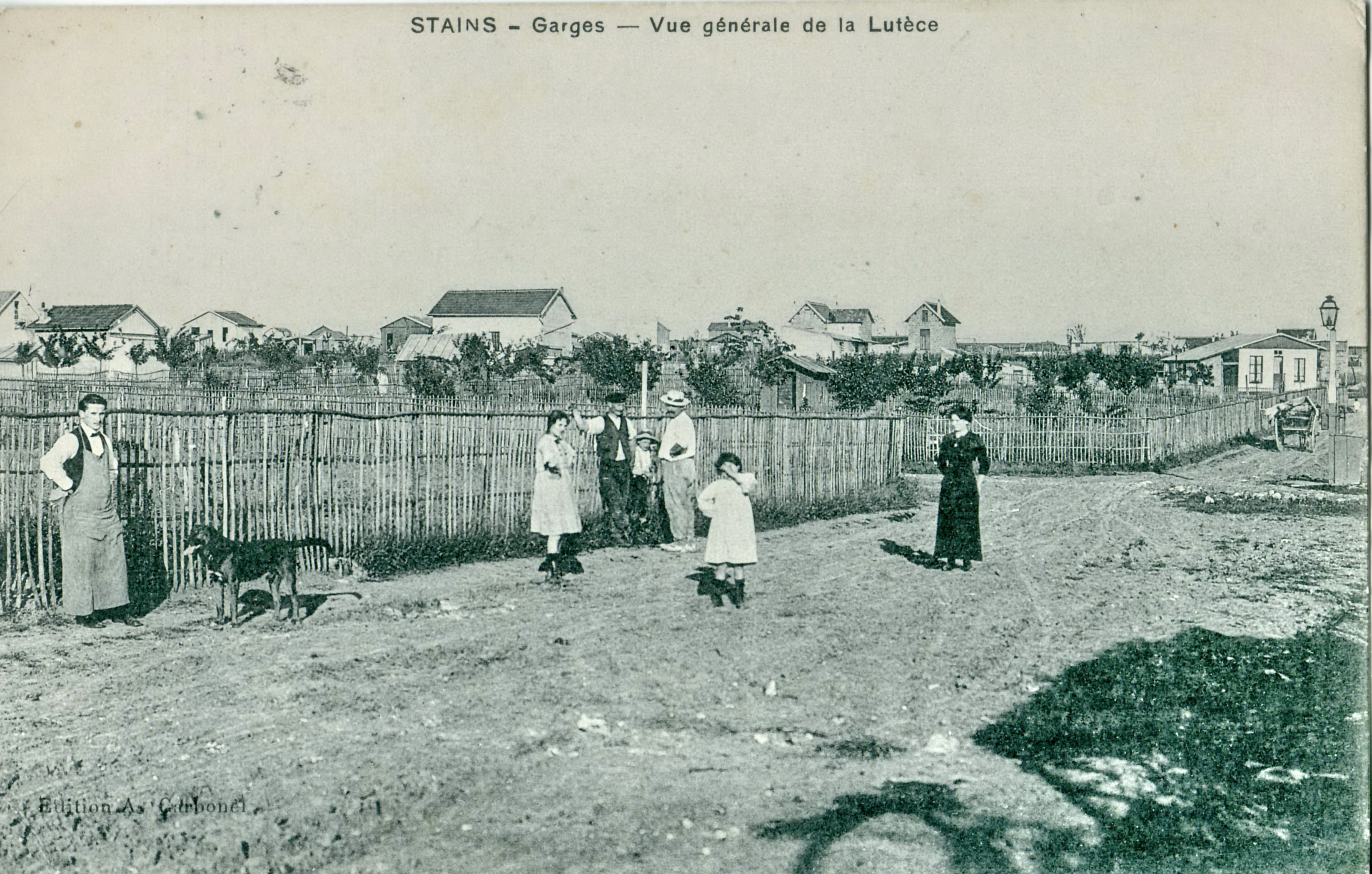
Le lotissement de la Lutèce est, au début du XXe siècle, en cours de construction. Les rues ne sont pas revêtues et ne sont que des chemins de terre, qui deviennent des bourbiers par temps de pluie.

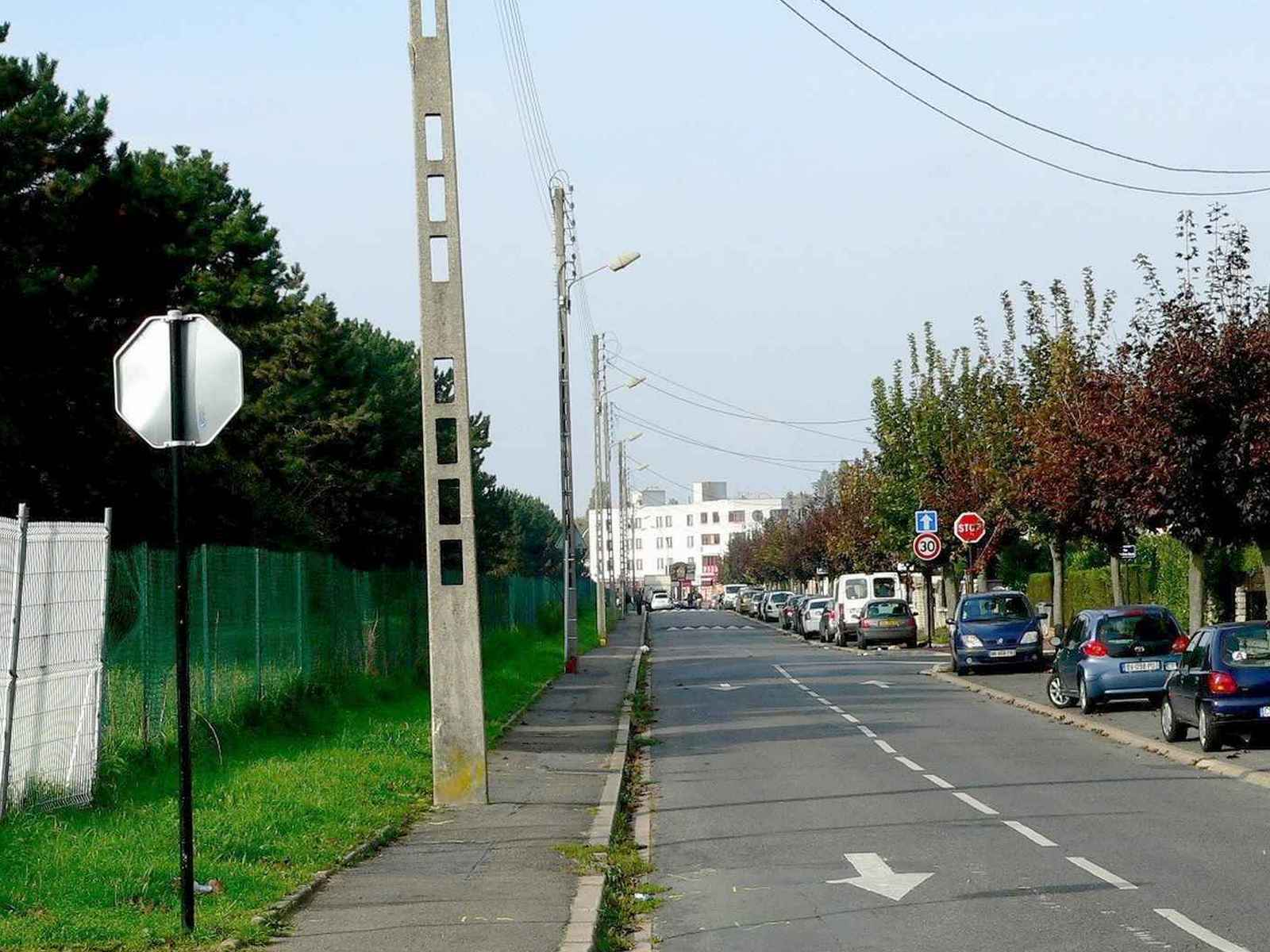
Avenue Antoine Demusois

En 1814 et 1815, le village souffre de pillages et de nombreuses destructions. Le Grand Château, vraisemblablement construit à la fin du 16è siècle par Camille Savari Marquis de Maulevrier pour lui servir de manoir seigneurial vendu en 1754 par le ministre Jean-Baptiste de Machault d'Arnouville à Nicolas Adrien de Boisneuf, son secrétaire qu'il fait nommer Contrôleur général des Invalides de la Marine), à l'abandon, est rasé en 1840. Il n'en subsiste rien : il se trouvait sur l'avenue Antoine-Demusois  à son croisement avec les rues des chasseurs et Sylla Declémy ;. Durant la guerre franco-allemande de 1870, les avant-postes prussiens occupent Garges, qui est alors désertée par sa population. Le village perd près de 20 % de sa population entre les recensements de 1866 et de 1872. Après la défaite, en 1871, l'autorité militaire décide de construire une ceinture fortifiée au-delà des anciennes fortifications de la capitale. L’ennemi venant en général de l'est, la construction de ces forts constitue les postes avancés de Paris. En 1874, le fort de Stains est érigé à Garges en raison de ses 80 mètres d'altitude car Stains est en terrain plat mais les architectes lui gardèrent ce nom.

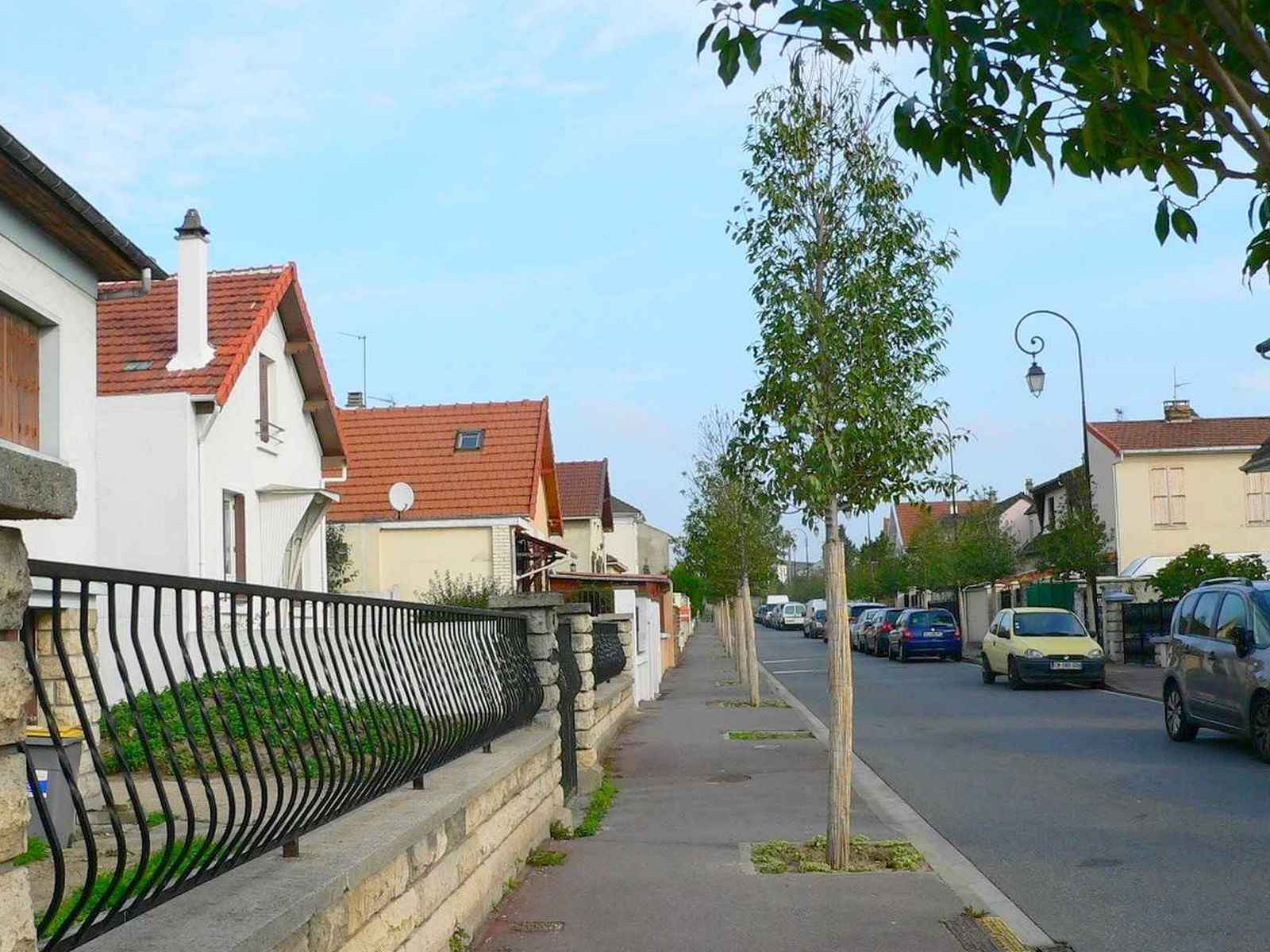
Rue des laboureurs la Croix Buard

Des lotissements sont érigés au début du XXe siècle annonçant une mutation du village en commune de banlieue. Entre 1910 et 1913, des sociétés financières parisiennes achètent des terrains à Garges et les revendent par lots. Des logements ouvriers y sont construits. C'est ainsi que naît le premier lotissement de la Lutèce. À l'origine, il est habité principalement par des employés du gaz venant de Saint-Denis. Le recensement de 1911 nous indique que le quartier de la Lutèce est occupé par une seule famille En cette année 1911 il y a 589 habitants à Garges et 4 seulement à la Lutèce .Il s'agit de la famille  GALAN, composée de Jean-Louis le père, terrassier ,né en 1866, Ursule, la mère, ménagère, née en 1870, Marie Louise la fille, née en 1892 et une autre fille, Jeanne, corsetière de son métier  née en 1895 . D'autres lotissements sont construits à l'Argentière, à la Croix-Buard, à Carnot dans les années 1930 avec les habitations bon marché (HBM), des "maisons saines" rue Emile-Leven, rue Georges-Risler, rue d'Alsace et rue Gounod. Le Vieux-Pays demeure le centre de la ville.
Dans l'après-guerre, les choix économiques du gouvernement, l'exode rural et la reconstruction amènent un flux de population venant de la province en région parisienne. Cette politique a fini par créer une crise du logement sans précédent. Il est alors urgent de loger correctement ces travailleurs. Comme d'autres communes à proximité de la capitale, qui sont accessibles par le chemin de fer, Garges est choisie pour accueillir les nouvelles constructions. C'est pour répondre à cette demande que sont bâtis les grands ensembles immobiliers. Malheureusement, les pouvoirs accordés par l'État aux sociétés immobilières ne permettent pas à la ville de maîtriser son propre développement. C'est ainsi qu'au cours des années 1960, Garges vit l'édification - en prolongement de Sarcelles - de plusieurs grands ensembles sur d'anciennes terres agricoles à proximité de la nouvelle gare.

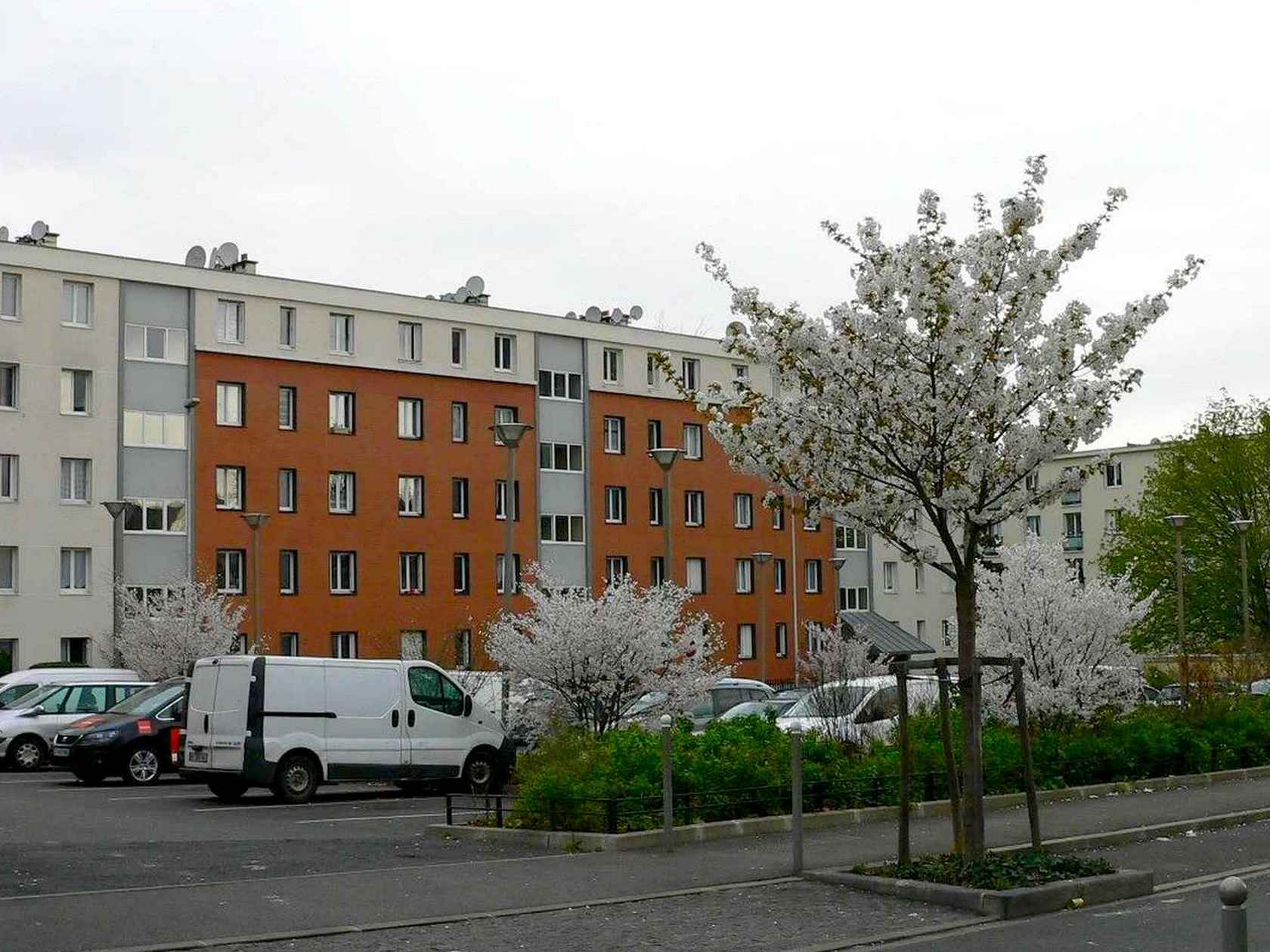
Rue des Vergers Dame Blanche Ouest

En effet, à partir de 1958 et jusqu'en 1969 est construit le plus grand d'entre eux : le quartier de la Dame Blanche, sur des plans de l'architecte Prix de Rome Noël Le Maresquier. Prévu à l'origine pour accueillir 7 000 logements, le programme n'est finalement que partiellement réalisé avec 4 000 logements. Ce sont ainsi au total 9 500 logements qui sont ainsi construits entre la fin des années 1950 et le milieu des années 1970.
Le village, dit Vieux-Pays, se trouve à l'écart du cœur de ville actuel, qui s'est déplacé vers l'ouest, entraînant l'édification d'une nouvelle mairie inaugurée en 1975 au cœur du grand ensemble.
La chaîne d'hypermarchés Cora a ouvert son premier magasin sous franchise Carrefour à Garges en septembre 1969. Il deviendra CORA en 1974
Une longue grève des loyers a eu lieu dans le foyer de travailleurs SONACOTRA en juin 1979. En dépit de l'opposition du maire, ce mouvement reçut la visite de soutien de François Mitterrand.
Garges-lès-Gonesse a été la première étape de la campagne de Jacques Chirac pour l’élection présidentielle de 2002,.

### État socio-économique actuel
Avec 17,3 % de son parc immobilier constitué en 1999 de logements individuels et 82,7 % de logements en immeubles collectifs, et 51,3 % de logements HLM, une faible mixité sociale, une grande jeunesse de la population et une grande taille des familles, la ville présente de nombreuses caractéristiques des "quartiers" de banlieue sensibles.
La commune, connaissant des difficultés urbaines et sociales, a été l'une des premières à bénéficier d'une convention avec l'Agence nationale pour la rénovation urbaine (ANRU), en vue de restructurer les quartiers des Doucettes, de La Muette, de La Dame-Blanche (ouest), tous réputés très difficiles, l'enjeu étant d'attirer les classes moyennes ayant quitté la commune et de créer de la mixité sociale.
Des destructions ont commencé, de petits immeubles ainsi que 200 pavillons ont été construits, des copropriétés rénovées.
La chasse aux impayés (permise aux syndics par l'assouplissement de la loi) sauva des copropriétés et contribua à améliorer considérablement le niveau et le prix de l'immobilier[réf. nécessaire].
Garges possède des atouts que la municipalité a déployé pour accroître ses commerces et améliorer son cadre de vie dans le cadre de la communauté d'agglomération Val de France.
Depuis l'été 2013, le tramway Saint-Denis - Garges-Sarcelles, relie désormais Garges Sarcelles à Saint-Denis.
Les travaux de rénovation du centre commercial Arc-en-Ciel, près de la mairie, en centre-ville, ont commencé depuis l'été 2013.
La vie politique locale est également rythmée par le tissu associatif, par les associations sportives et les centres sociaux.
Garges, reconnue
8 et 9 juin 2009 : À Bordeaux, lors des journées d'échanges de la rénovation urbaine (Jéru), Garges-lès-Gonesse est récompensée pour son programme de rénovation urbaine de la Muette. Elle est la seule ville francilienne sur les 10 primées parmi 57 villes ayant répondu à un appel à projets organisé par l'Agence Nationale pour la Rénovation Urbaine et la Caisse des Dépôts et Consignations.
4 novembre 2009 : lors de la Conférence nationale Ville durable, organisée par le Ministère de l'écologie et du développement durable, Garges-lès-Gonesse reçoit le label « ÉcoQuartier » pour la Muette. Parmi les 26 collectivités gagnantes sur 160 candidates, elle est récompensée pour la qualité architecturale des projets et l’étalement limité des constructions neuves, commerces et équipements publics.
Juin 2010 : la ville reçoit le label européen « ville conviviale - ville solidaire » des mains d’Atanase Périfan, président fondateur de la « Fête des voisins - Immeubles en fête ».

## Politique et administration

### Rattachements administratifs et électoraux

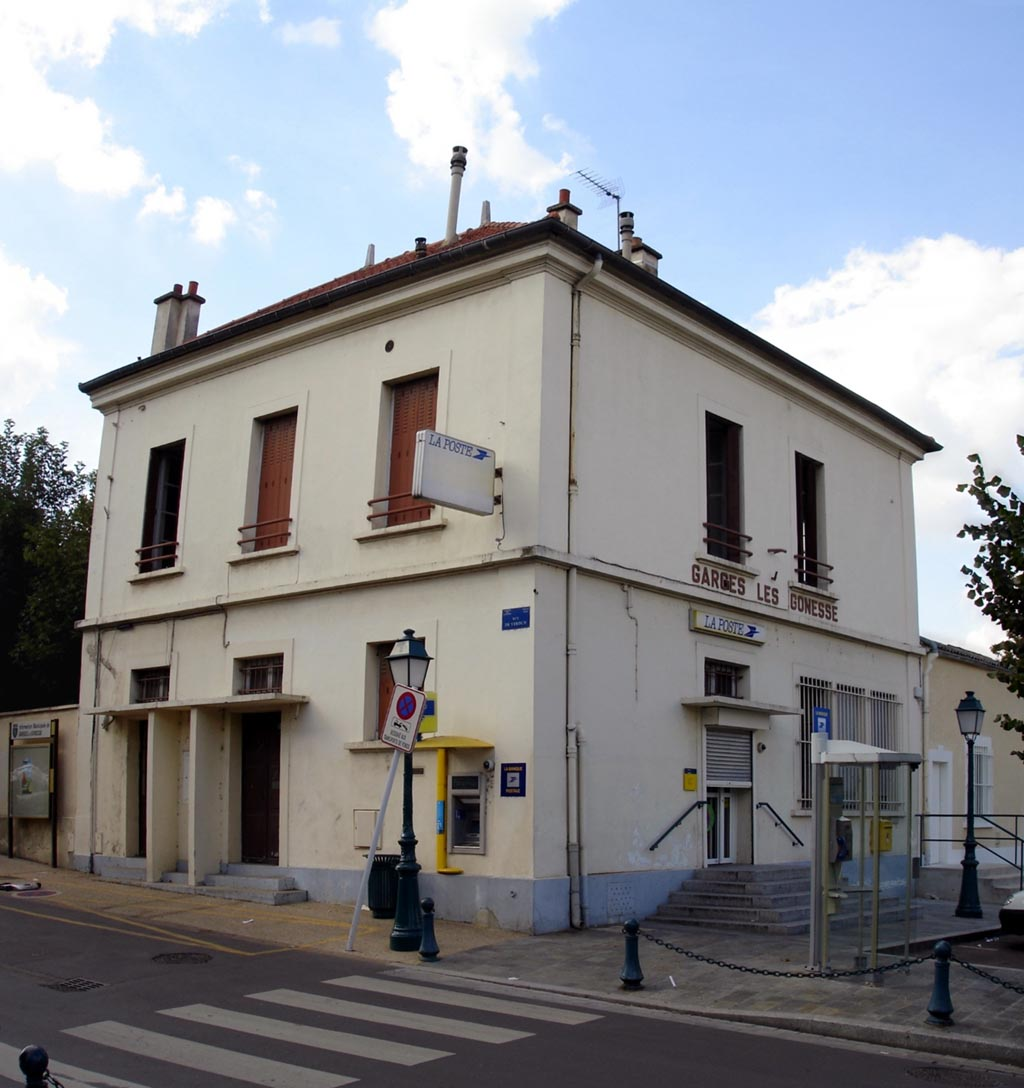
L'ancienne mairie jusqu'en 1913, actuelle poste, au Vieux-Pays.

La ville est incluse dans l'arrondissement de Sarcelles depuis que la sous-préfecture de Montmorency y a été transférée.
Tout le territoire de la commune fait partie de la huitième circonscription du Val-d'Oise.
Garges-lès-Gonesse était le chef-lieu de deux cantons :
- Le canton de Garges-lès-Gonesse-Est, formé d'une partie de Garges-lès-Gonesse et de la commune de Bonneuil-en-France (23 052 habitants[Quand ?]).
- Le canton de Garges-lès-Gonesse-Ouest, formé d'une partie de Garges-lès-Gonesse (17 780 habitants[Quand ?]).

Dans le cadre du redécoupage cantonal de 2014 en France, la commune fait désormais partie du canton de Garges-lès-Gonesse, qui comprend également la commune d'Arnouville.
La ville fait partie de la juridiction d’instance de Gonesse, et de grande instance ainsi que de commerce de Pontoise. La commune accueille par ailleurs une maison de la justice et du droit (37, rue du Tiers-Pot),.

### Intercommunalité
Garges-lès-Gonesse était membre depuis 2002 de la communauté d'agglomération Val de France, un établissement public de coopération intercommunale (EPCI) à fiscalité propre créé en 2001 et auquel la commune a transféré un certain nombre de ses compétences, dans les conditions déterminées par le code général des collectivités territoriales.
Dans le cadre de la mise en œuvre de la loi MAPAM du 27 janvier 2014, qui prévoit la généralisation de l'intercommunalité à l'ensemble des communes et la création d'intercommunalités de taille importante, le préfet de la région d'Île-de-France approuve le 4 mars 2015 un schéma régional de coopération intercommunale qui prévoit notamment la « fusion de la communauté d'agglomération Val de France (95) et de la communauté d'agglomération Roissy Porte de France (95), et extension du périmètre du nouveau regroupement aux communes de Seine-et-Marne (77) suivantes : Claye-Souilly, Compans, Dammatin-en-Goële, Gressy, Le Mesnil-Amelot, Longperrier, Mauregard, Mitry-Mory, Moussy-le-Neuf, Moussy-le-Vieux, Othis, Rouvres, Saint-Mard, Thieux, Villeneuve-sous-Dammartin, Villeparisis », qui appartenaient auparavant à la communauté de communes Plaines et Monts de France.
Cette fusion est réalisée le 1er janvier 2016, créant la communauté d'agglomération Roissy Pays de France, dont Garges-lès-Gonesse est désormais membre.

### Tendances politiques et résultats
La commune a jusqu'en juin 1995 un maire PCF, Henri Cukierman, qui préside le conseil municipal depuis 1978. La fin de son troisième et dernier mandat coïncide avec un fort climat d'insécurité : deux émeutes ont lieu dans la ville en mars et juin 1994,,.
Le RPR local, mené par Nelly Olin, utilise ces événements l'année suivante pour construire sa victoire aux élections municipales. Nelly Olin est ainsi élue et devient trois mois plus tard sénatrice du Val-d'Oise. Elle est renouvelée dans ses fonctions du fait de sa victoire acquise dès le premier tour aux élections municipales de mars 2001 contre une liste d'union de la gauche conduite par Francis Parny, ancien premier adjoint.
Devenue ministre déléguée auprès de Jean-Louis Borloo dans le troisième gouvernement Raffarin en mars 2004, Nelly Olin est alors remplacée au poste de maire (ainsi qu'à la vice-présidence de la communauté d'agglomération Val-de-France) par son premier adjoint Maurice Lefèvre.
Le 4 juillet 2007, à l'issue d'un conseil municipal houleux, Nelly Olin démissionne de sa fonction de première adjointe au maire chargée des finances, ouvrant une période de division au sein de la majorité municipale qui part désunie aux élections municipales de mars 2008. Au deuxième tour, le désistement de Michel Montaldo au profit de Maurice Lefèvre permet à la droite gargeoise de conserver la ville face à une gauche elle-même divisée.
À partir de 2005, les subventions de l'ANRU transforment radicalement le visage de la ville dans les quartiers de la Muette, des Doucettes et du Vieux-Pays.
En 2014, l'équipe sortante autour de Maurice Lefèvre se maintient aux responsabilités.
Lors du second tour des élections municipales de 2020 dans le Val-d'Oise, la liste UDI menée par Benoit Jimenez — qui bénéficiait du soutien du maire sortant, qui ne se représentait pas — obtient la majorité absolue des suffrages exprimés, avec 3 832 voix (50,84 %, 33 conseillers municipaux élus dont 10 communautaires), battant de 127 voix la liste SE, qualifiée de communautaire, menée par Samy Debah (3 705 voix, 49,15 %, 10 conseillers municipaux élus dont 1 communautaire).
Samy Debah a contesté les résultats de l'élection, alléguant qu'elle aurait été marquée « de nombreuses et graves irrégularités constatées durant la campagne ». Aucun de ces griefs n'a été retenu par le tribunal administratif de Cergy, qui a donc confirmé le 19 février 2020 la régularité de l'élection,. Le Conseil d'État en a jugé de même par un arrêt du 30 décembre 2021.

### L'exception gargeoise
À l'instar de l'humoriste Dieudonné ou de l'association Europalestine, on peut noter que les villes de Garges-lès-Gonesse et Sarcelles ont souvent attiré les aventuriers politiques aux élections locales. Le plus souvent, il s'agit de présenter une candidature à une élection locale pour disposer d'une médiatisation nationale.
Cet attrait pour Garges-lès-Gonesse et Sarcelles s'explique par le poids (réel ou fantasmé) des communautés religieuses et/ou ethniques.
Ainsi, Christiane Taubira réalise à Garges son meilleur score en métropole pour l’élection présidentielle de 2002 (8,69 % à Garges, 8,48 % à Sarcelles). C'est en devinant une forte mobilisation des communautés afro-caribéennes que Dieudonné choisira la circonscription correspondante pour les élections législatives de juin 2002 (2,18 % au premier tour).
De la même manière, la liste Europalestine aux élections européennes de 2004 réalise son meilleur score à Garges (10,75 %). Cette performance encouragera deux de leurs principaux membres, Boualem Snaoui et Olivia Zemor, à se présenter aux élections législatives de juin 2007 où ils obtiendront un score de 3 %.
Par ailleurs, la présence de Dominique Strauss-Kahn comme député de la circonscription explique certainement l'attrait des candidatures nombreuses (16 en 2007, 19 en 2002 et 16 en 1997).
Enfin, Garges se caractérise aussi par des « pointes électorales » dans les scrutins nationaux. C'est ainsi que la candidature de Ségolène Royal à l’élection présidentielle de 2007 y reçoit le meilleur score du Val-d'Oise aux deux tours (40,81 % au premier puis 61,55 au second).

### Liste des maires de la révolution à nos jours
| Période                                  | Période                       | Identité                               | Étiquette    | Qualité |
| ---------------------------------------- | ----------------------------- | -------------------------------------- | ------------ | --- |
| Les données manquantes sont à compléter. |                               |                                        |              | |
| 1790                                     | 1792                          | Joachim Gautier                        |              | Meunier |
| 1792                                     | 1793                          | Michel François Audois                 |              | Vigneron |
| 1793                                     | 1794                          | Nicolas Pierre Hennequin               |              | Aubergiste - révoqué par Augustin Grassous représentant du pleuple                                                                                |
| mars 1794                                | 1798                          | Etienne Jacques Olin                   |              | Aubergiste |
| 1798                                     | 1800                          | Pas de maire                           |              | |
| juillet 1800                             | 1808                          | Etienne Jacques Olin                   |              | Aubergiste |
| 1808                                     | 1815                          | Jean François Casimir Dezobry          |              | Meunier |
| 1815                                     | 1822                          | Pierre Noël Duvivier                   |              | Propriétaire |
| 1822                                     | 1830                          | Joseph Andelle                         |              | Serrurier |
| 1830                                     | 1845                          | Pierre Noël Duvivier                   |              | Propriétaire |
| 1845                                     | 1848                          | Nicolas Finet                          |              | Meunier |
| 1848                                     | 1849                          | Henri Ferdinand Braille                |              | Meunier |
| 1849                                     | 1852                          | Hippolyte Joseph Cochet                |              | Cultivateur - plâtrier |
| 1852                                     | 1871                          | Pierre Marie Nicolas Filin             |              | Epicier |
| 1871                                     | 1879                          | Hippolyte Joseph Cochet                |              | |
| 1879                                     | 1904                          | Jules, Louis Amédée Couvelet-Berthault |              | Propriétaire |
| 1904                                     | 1919                          | Georges Meignen                        |              | |
| 1919                                     | 1925                          | Louis Planchon                         |              | |
| 1925                                     | 1929                          | Charles François Valtas                |              | Cultivateur |
| 1929                                     | 1930                          | Louis Planchon                         |              | Révoqué par le président de la République pour gestion occulte de la caisse des écoles                                                            |
| 1930                                     | 1935                          | Léon Pavie                             |              | |
| 1935                                     | 1936                          | Jean Panhaleux                         |              | |
| 1936                                     | 1939                          | Robert Droux                           |              | |
| 1939                                     | 1944                          | Edouard Lagarrigue                     |              | Délégation spéciale nommée par le Gouvernement de Vichy                                                                                           |
| 1944                                     | 1947                          | Georges Delaunay                       | PCF          | |
| 1947                                     | 1965                          | Jeanne Carnajac                        | PCF          | |
| mars 1965                                | 1978                          | Robert Pochon                          | PCF          | Commerçant puis employé Conseiller général de Garges-lès-Gonesse (1976 → 1982)                                                                    |
| 1978                                     | juin 1995                     | Henri Cukierman                        | PCF          | Chauffeur Conseiller général de Garges-lès-Gonesse (1982 → 1994)                                                                                  |
| juin 1995                                | 16 avril 2004                 | Nelly Olin,                            | RPR puis UMP | Assistante de direction Ministre (2003 → 2007) Sénatrice du Val-d'Oise (1995 → 2004) Conseillère générale de Garges-lès-Gonesse-Est (1985 → 1998) |
| 2004                                     | juillet 2020                  | Maurice Lefèvre,                       | UMP puis DVD | Formateur dans les métiers du transport Vice-président de la CA Val de France (2014 → 2015)                                                       |
| juillet 2020,                            | En cours (au 19 février 2021) | Benoit Jimenez                         | UDI - LFH    | Vice-président de la CA Roissy Pays de France (2020 → ) Conseiller régional d'Île de France                                                       |

### Politique de développement durable
La commune a engagé une politique de développement durable en lançant une démarche d'Agenda 21 en 2013.

### Sécurité

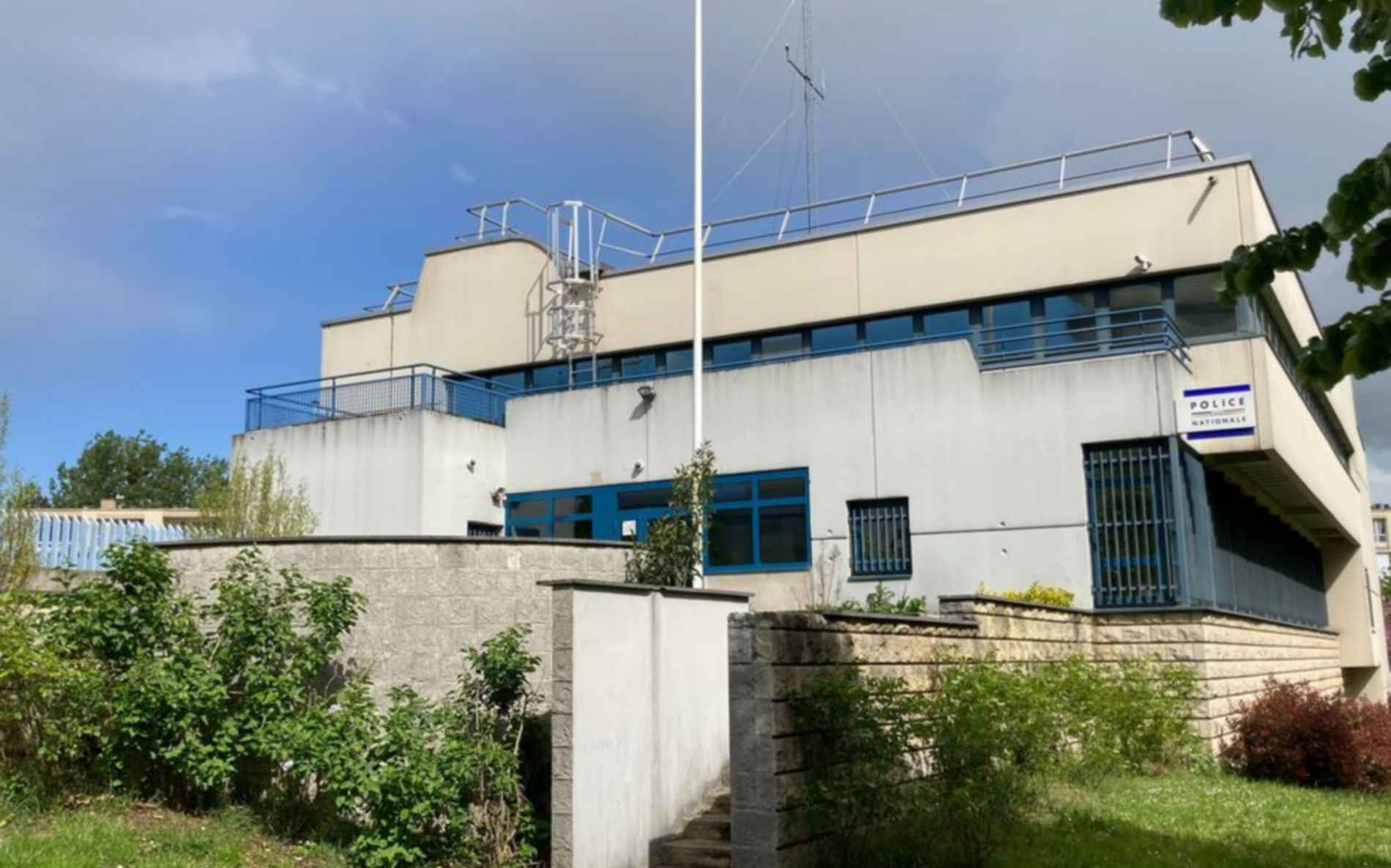
Commissariat de police rue Jean-François Chalgrin

Sur son territoire, Garges a autrefois accueillis deux commissariats : le poste de la police nationale, rue Jean-François-Chalgrin, qui dépend du commissariat central de Sarcelles, et le poste de la police municipale, place Henri-Barbusse. La ville accueille également une caserne de pompiers située sur l'avenue du 8 mai 1945. Ces commissariats ont fermés depuis 2007, à cause des émeutes de la même année[réf. nécessaire].
Selon des chiffres relevés en 2008 dans 400 villes de 20 000 habitants et plus, Garges était la 10e enregistrant le plus de violences, avec 283 coups et blessures volontaires, 291 vols violents et un taux de violence de 14,27 % pour 1 000 habitants.

## Population et société

### Démographie
L'évolution du nombre d'habitants est connue à travers les recensements de la population effectués dans la commune depuis 1793. Pour les communes de plus de 10 000 habitants les recensements ont lieu chaque année à la suite d'une enquête par sondage auprès d'un échantillon d'adresses représentant 8 % de leurs logements, contrairement aux autres communes qui ont un recensement réel tous les cinq ans,.

En 2022, la commune comptait 42 388 habitants, en évolution de −0,49 % par rapport à 2016 (Val-d'Oise : +4 %, France hors Mayotte : +2,11 %).
| 1793 | 1800 | 1806 | 1821 | 1831 | 1836 | 1841 | 1846 | 1851 |
| ---- | ---- | ---- | ---- | ---- | ---- | ---- | ---- | ---- |
| 554  | 593  | 534  | 483  | 549  | 485  | 489  | 437  | 431  |

| 1856 | 1861 | 1866 | 1872 | 1876 | 1881 | 1886 | 1891 | 1896 |
| ---- | ---- | ---- | ---- | ---- | ---- | ---- | ---- | ---- |
| 398  | 416  | 443  | 360  | 808  | 466  | 540  | 512  | 490  |

| 1901 | 1906 | 1911 | 1921  | 1926  | 1931  | 1936  | 1946  | 1954  |
| ---- | ---- | ---- | ----- | ----- | ----- | ----- | ----- | ----- |
| 639  | 688  | 681  | 1 211 | 1 805 | 2 621 | 3 330 | 3 536 | 4 814 |

| 1962   | 1968   | 1975   | 1982   | 1990   | 1999   | 2006   | 2011   | 2016   |
| ------ | ------ | ------ | ------ | ------ | ------ | ------ | ------ | ------ |
| 10 483 | 27 312 | 37 927 | 40 182 | 42 144 | 40 058 | 39 672 | 39 730 | 42 598 |

| 2021   | 2022   | - | - | - | - | - | - | - |
| ------ | ------ | - | - | - | - | - | - | - |
| 42 841 | 42 388 | - | - | - | - | - | - | - |

La population est très jeune, puisque Garges-lès-Gonesse se place en quatrième position des villes de plus de 20 000 habitants les plus jeunes de France, avec 35,1 % de la population de moins de 20 ans.
Selon Michèle Tribalat, 66,5 % des jeunes de moins de 18 ans étaient d'origine étrangère (au moins un parent immigré) en 1999.

### Une ville mixte
Aujourd’hui, la ville a pris de la valeur : elle a diversifié son habitat, maintenu les Gargeois sur le territoire et attiré de nouvelles familles dans des quartiers à taille humaine avec de nouveaux équipements publics…
En 2005, la Muette était composée à 88 % de logements sociaux ; fin 2012, des propriétaires côtoient des locataires dans un parc social ou privé. Pour les Doucettes, il n’y avait pas une seule maison, et à Dame Blanche Ouest, pas de constructions neuves depuis 40 ans.
La ville et ses partenaires ont privilégié des immeubles à trois ou quatre étages ou des maisons de ville, au sein de quartiers aérés avec des places, des espaces verts et des aires de jeux.

### Enseignement

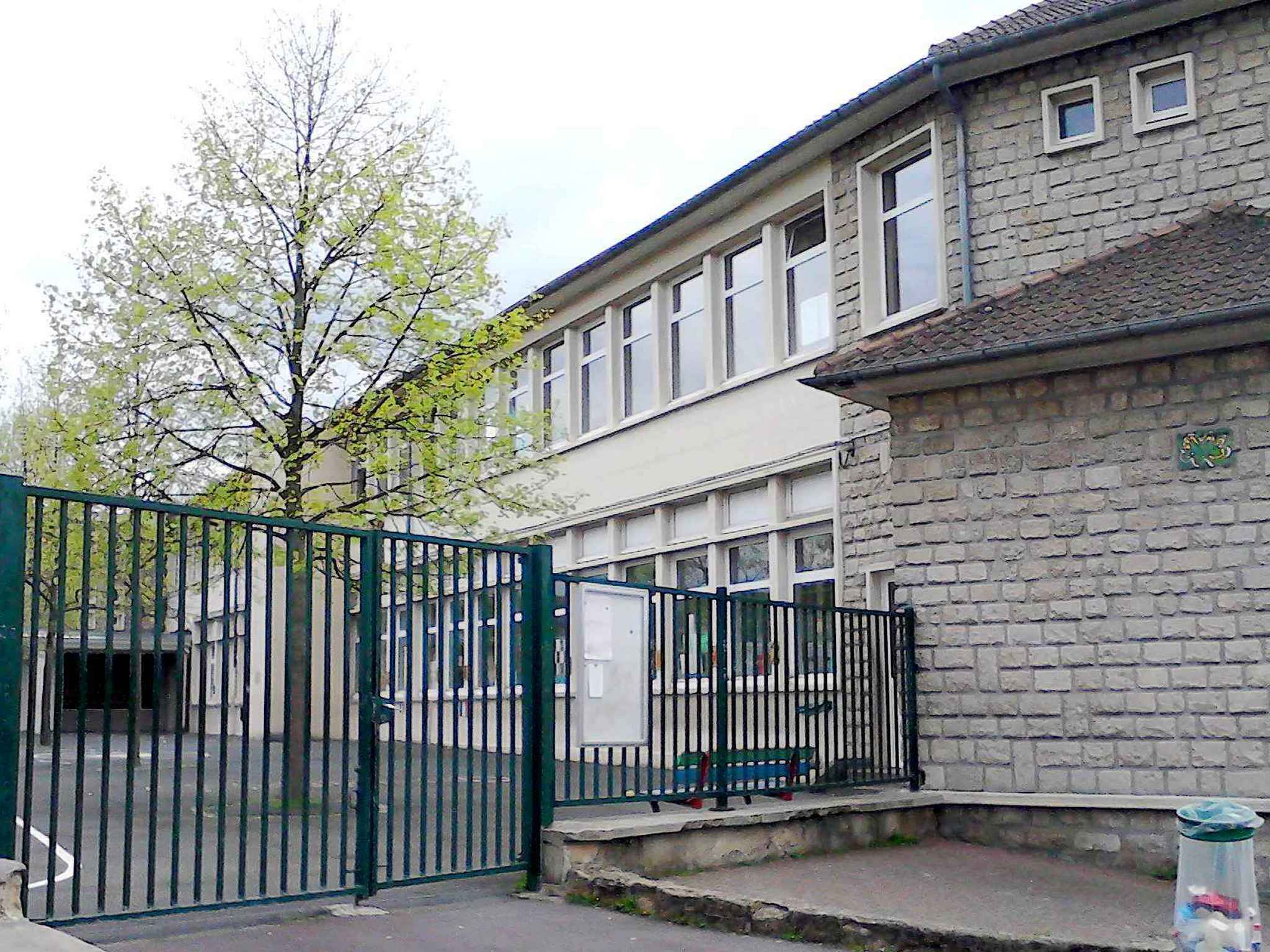
groupe scolaire élémentaire Paul Langevin

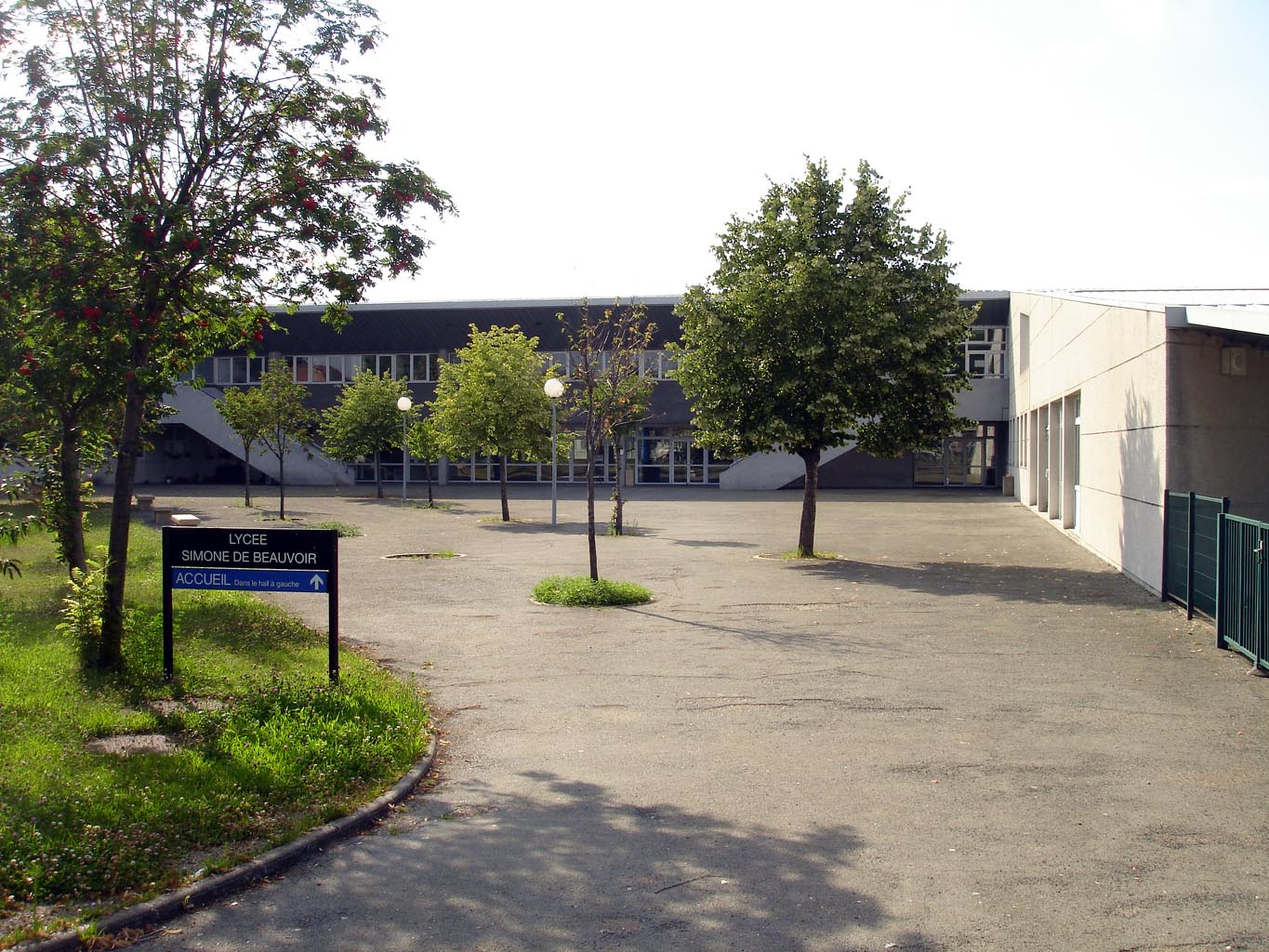
Le lycée Simone-de-Beauvoir.

Quarante-et-un établissements scolaires dispensent l'enseignement à Garges :
- Enseignement primaire :
  - 17 écoles maternelles et 17 écoles primaires dont une privée
- Enseignement secondaire :
  - 5 collèges dont un privé et 2 lycées (1 lycée d'enseignement général et technologique et 1 lycée professionnel)

La ville dépend de l'académie de Versailles et les écoles primaires de la commune dépendent de l'inspection académique du Val-d'Oise.

### Santé
La ville de Garges-lès-Gonesse possède peu d'équipements sanitaires.
On y trouve le Centre départemental de Dépistage et de Soins (CDDS), avenue Anatole-France, le Centre médico-psycho pédagogique Jules-Verne, rue Philibert-Delorme, le Centre médico-psycho-pédagogique Arthur-Rimbaud, boulevard de La Muette, et le Centre médico-psychologique pour adulte, rue Toulouse-Lautrec.
La ville  ne possède qu'une seule maison de retraite : le foyer-résidence Jeanne-Carnajac, rue Duvivier. La résidence Jeanne Carnajac , est construite à la place de l'hospice - école DUVIVIER . Il ne pouvait pas y avoir autre chose qu'une maison de retraite à cet endroit précis, car Pierre-Noël DUVIVIER maire de Garges et bienfaiteur de la ville à fait don du terrain à la condition que soit construit dessus un hospice , nom donné à l'époque à ce que nous nommons "maison de retraite " .

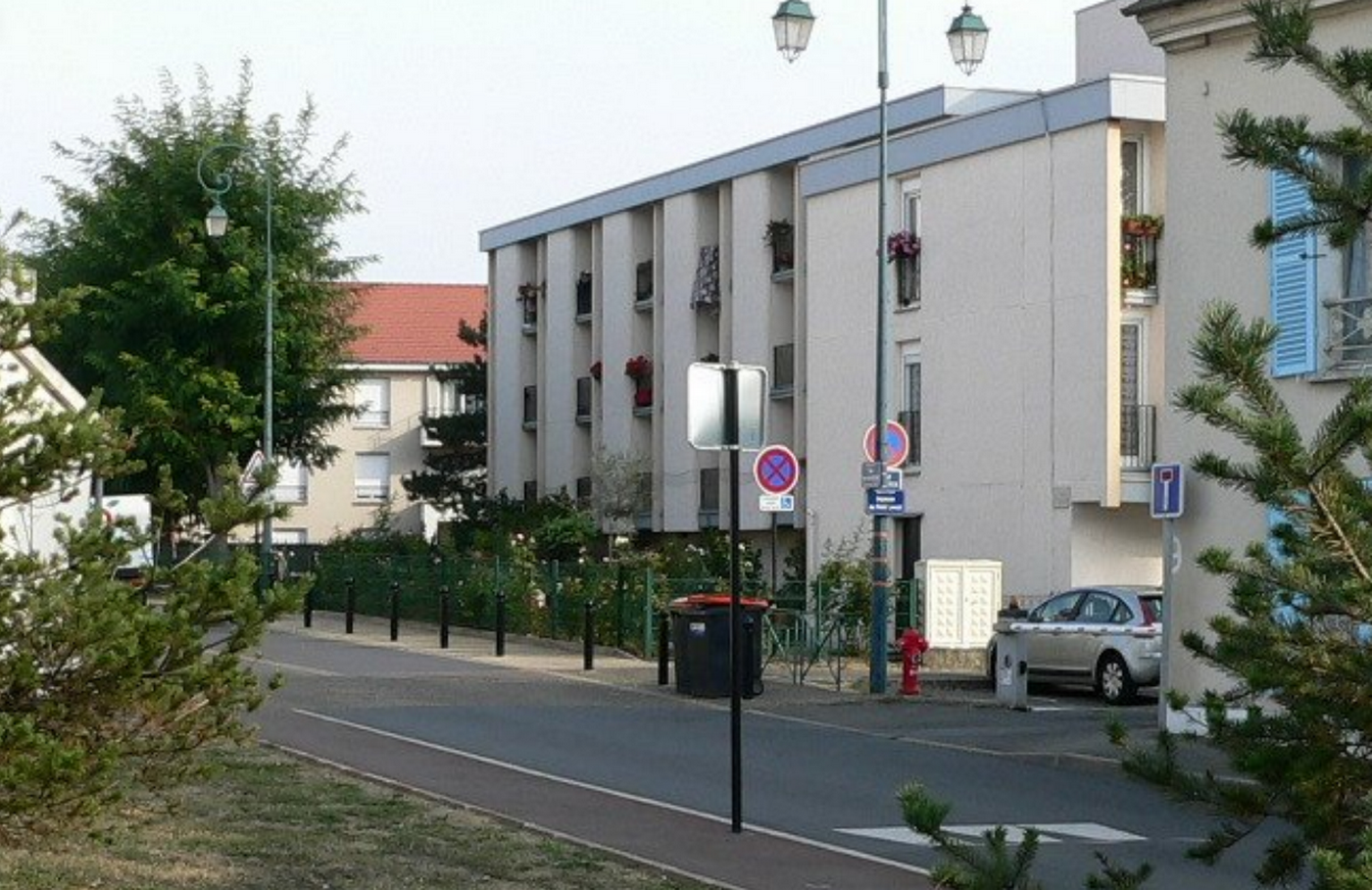
Résidence Jeanne Carnajac

Dans son testament Pierre-Noël Duvivier écrit ceci : " je donne et lègue à la commune de Garges ma maison y situé, sauf la réserve usufruitière, et toutes mes terres sur le territoire de ladite commune à la condition d'en employer les revenus pour un établissement sous le nom hospice et école Duvivier, qui recevra et logera cinq vieillards de l'un et l'autre sexe de soixante ans au moins, domiciliés depuis plus de cinq ans dans le village et ne payant pas vingt francs de toute contribution " 
Enfin, la commune possède également deux laboratoires, le laboratoire Biofutur de Garges-lès-Gonesse, rue des Acacias, et LABM Zimmer (Laboratoire d'analyse de biologie médicale Zimmer), place de l'Hôtel-de-Ville, situé dans le centre commercial de l'hôtel de ville
Il y a aussi peu de médecins et de praticiens, surtout depuis la fermeture de la maison médicale en 2010, 14 praticiens ou médecin généraliste ont quitté la ville.
Garges ne possède pas d'hôpitaux. La commune relève de deux centres hospitaliers situés dans les communes voisines ou proches : l'hôpital de Gonesse, boulevard du 19 mars 1962,et l'hôpital privé du Nord Parisien à Sarcelles, boulevard du Maréchal-de-Lattre-de-Tassigny.
Depuis octobre 2014, la ville possède une maison de santé pluridisciplinaire, située au centre-ville, dans le centre commercial de l'hôtel de ville (anciennement Arc-En-Ciel).

### Action sociale
La commune possède plusieurs crèches, halte-garderies : la crèche Duvivier, rue Duvivier, la crèche des Doucettes, rue des Louvres, la crèche F.-Dolto, avenue Frédéric-Joliot-Curie, la crèche familiale et halte-garderie de la CAF, rue Jean-Baptiste-Corot, la crèche associative Déborah-Léa, rue Toulouse-Lautrec, et la halte-garderie municipale, avenue du Plein-Midi. Il y a aussi le relais assistantes maternelles, situé dans l'avenue du Plein-Midi.
Concernant la protection de l'enfance, il y a le Centre de protection maternelle et infantile (PMI) de Garges-lès-Gonesse, avenue de Stalingrad, le Club de Prévention OPEJ, rue Toulouse-Lautrec, le Club de Prévention BERGES, rue du Tiers-Pot, le Point d'Accueil et d'Ecoutes Jeunes (PAEJ) "Coin Jeunes", Allée Jules-Ferry et la Maison d'Enfants à Caractère Social (MECS) de Garges-lès-Gonesse, se trouvant aussi dans la rue Toulouse-Lautrec.
La ville bénéficie d'un centre communal d'action cociale (CCAS) et du centre Charles Peguy, lieu d’accueil de jeunes et d’adultes, dont la mission est l'accompagnement scolaire ainsi que l'approfondissement de la langue française.

### Sports

#### Équipements sportifs
La ville de Garges-lès-Gonesse possède de nombreux équipements sportifs.
On y trouve 3 complexes sportifs :

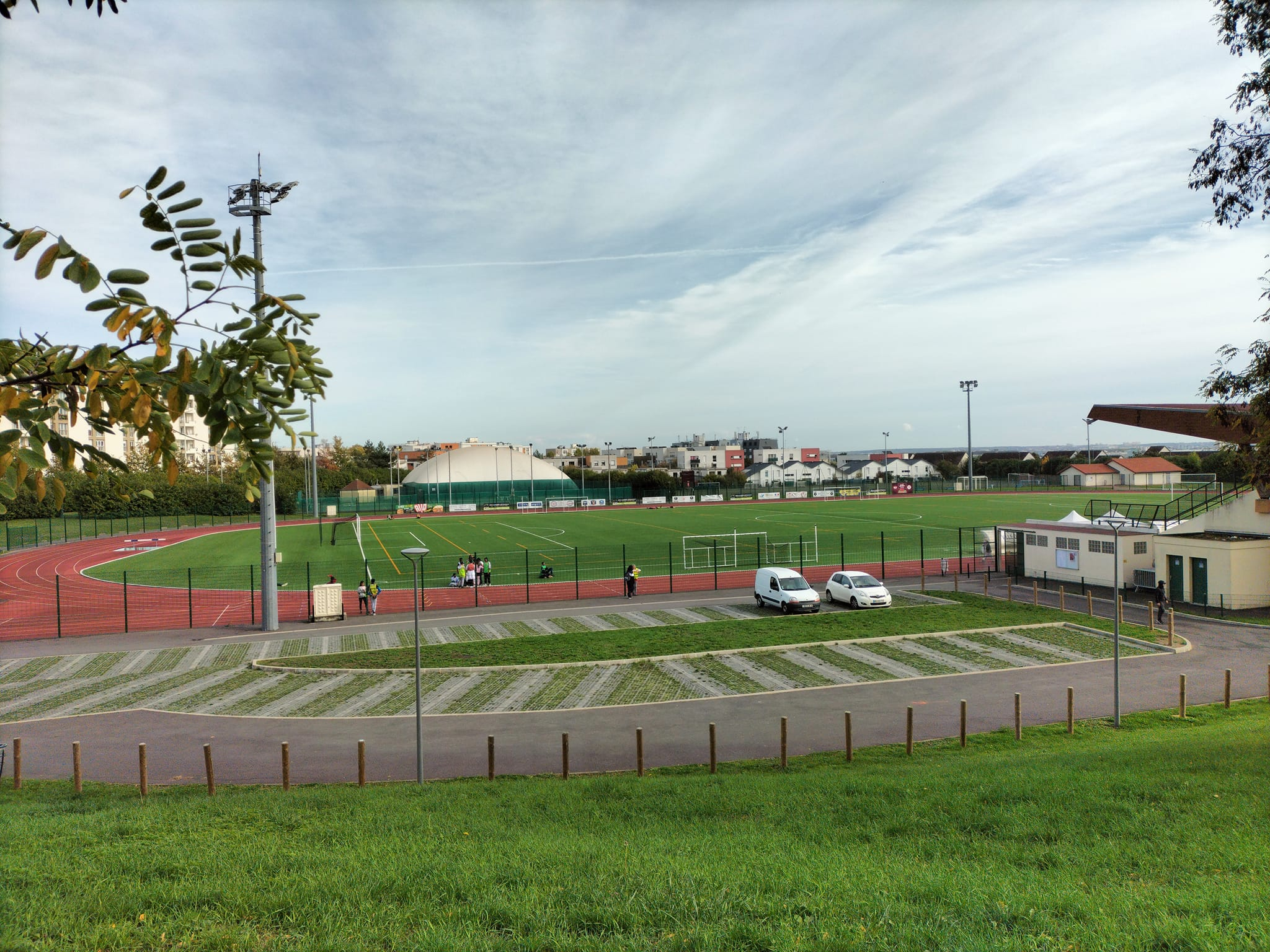
Stade Pierre de Coubertin

- Le complexe sportif Allende-Neruda, allée Jules-Ferry, est le plus attractif de la ville, surtout grâce à sa patinoire où sont organisées des soirées. De nombreux jeunes y participent. Le complexe possède aussi un gymnase, une salle de musculation, une salle de judo et plusieurs autres salles de sports.
- Le complexe sportif Pierre-de-Coubertin, avenue Frédéric-Joliot-Curie, comprend une piste d'athlétisme, 4 courts de tennis et un terrain de football.
- Le complexe sportif Jean-Jaurès, rue René-Blouet, possède un terrain de football, 2 courts de tennis, un gymnase une salle de judo et une salle de tennis de table.

La commune possède 4 gymnases :
- le gymnase des Doucettes, rue du Tiers-Pot
- Le gymnase Henri-Barbusse, rue des Marronniers
- Le gymnase Victor-Hugo, rue Auguste-Renoir
- Le gymnase Colette-Besson, avenue du 8-Mai-1945.

Il y a également une salle de boxe, la salle de boxe Daniel-Thiébaud, rue Van-Gogh et une piscine, la piscine intercommunale Muriel-Hermine, allée Jules-Ferry.

#### Clubs
Parmi les associations sportives, l'on peut citer :
- Le club de football F.C.M Garges
- Le club de futsal Garges Djibson Futsal
- Le club d'athlétisme Garges Athlétique Club[71]
- Le club de hockey Garges Hockey Club
- Les clubs de basketball CM Garges-Lès-Gonesse et Assoc. Gargeoise Basket

### Médias
Garges édite un magazine d'information locale bimestriel portant le nom de GARGES INFOS. Il est possible de le consulter via le site de la ville.
Cultes

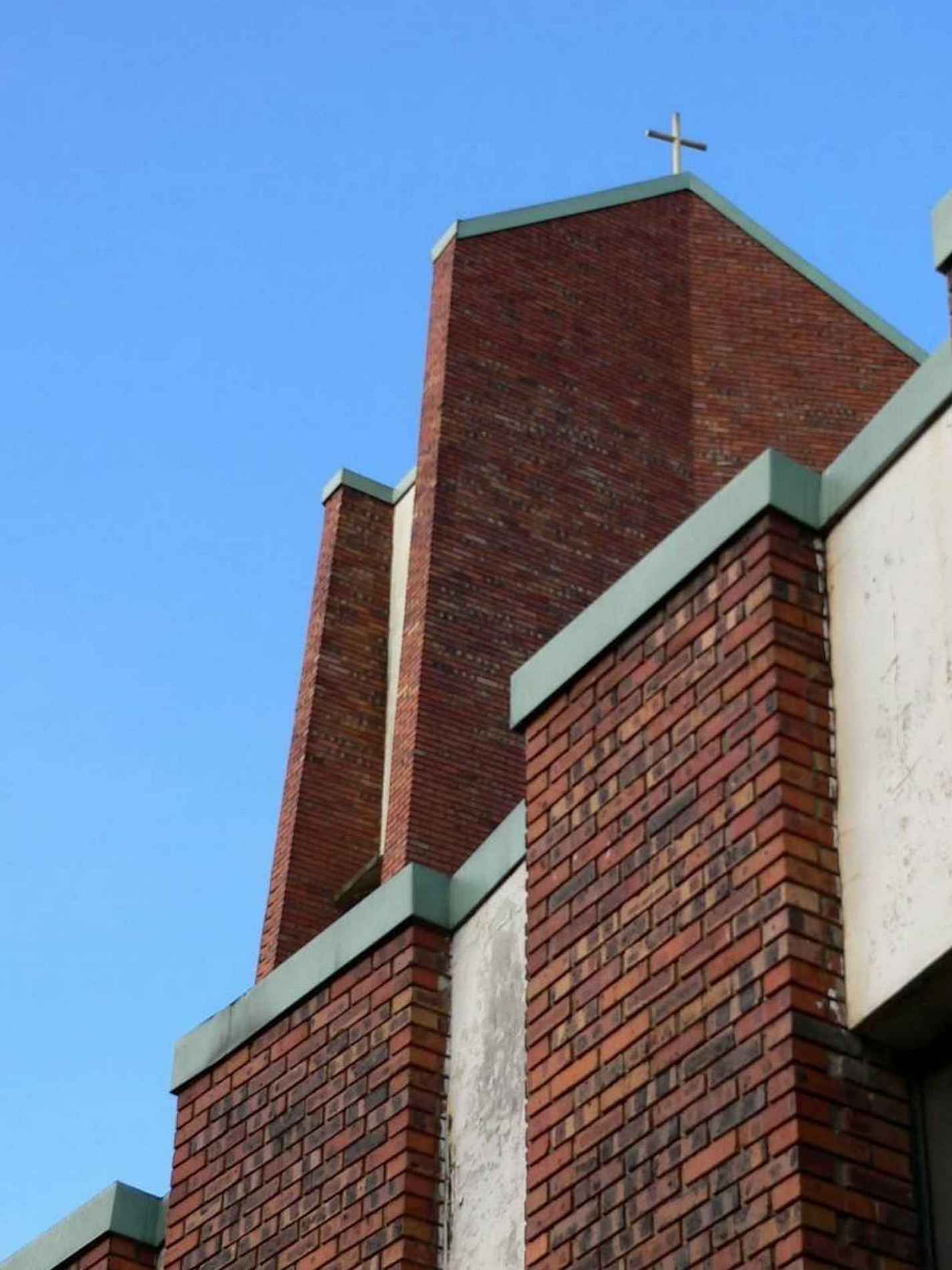
Eglise Sainte Geneviève

La commune de Garges-lès-Gonesse est une  ville multiconfessionnelle :
- Christianisme : Les Gargeois de confession chrétienne se réunissent dans deux églises : l'église Sainte-Geneviève, rue du Colonel-Fabien, située à l'ouest de la ville et l'église Saint-Martin, rue de Verdun, située à l'est.
- Islam : La communauté musulmane est très présente à Garges. Ainsi, les fidèles musulmans se retrouvent dans trois mosquées et deux salles de prières : les mosquées El-Irshad, rue Voltaire, Hamza, rue Van-Gogh et La Muette, rue Paul-Langevin. Les salles de prières de la ville se trouvent dans les rues des Prieuses et Chauvard. Il existe aussi une association islamique, l'Association Culturelle Islamique El Hayat, qui se situe dans la rue Édouard-Manet.
- Judaïsme : Il y a qu'une seule synagogue à Garges, la communauté juive se retrouve dans la synagogue A.C.I.P, rue Jean-Baptiste-Corot.
- Hindouisme : La commune ne possède qu'un seul temple hindou, alors que de nombreux habitants sont hindouistes. Le temple se situe dans la rue Danielle-Casanova.

## Économie

### Revenus de la population et fiscalité
- Revenu net déclaré moyen par foyer fiscal en 2009, en euros : 14 350
- Foyers fiscaux imposables en % de l'ensemble des foyers fiscaux en 2009 : 35,2
- Médiane du revenu fiscal des ménages par unité de consommation en 2009, en euros : 10 231[73]

### Emploi et chômage
- Emploi total (salarié et non salarié) au lieu de travail en 2009 : 8 672
  - dont part de l'emploi salarié au lieu de travail en 2009, en % : 92,3
- Variation de l'emploi total au lieu de travail : taux annuel moyen entre 1999 et 2009, en % : 1,1
- Taux d'activité des 15 à 64 ans en 2009 : 64,6
- Taux de chômage des 15 à 64 ans en 2009 : 21,2
- Nombre de demandeurs d'emploi de catégorie ABC au 31 décembre 2011 : 3 868
  - dont demandeurs d'emploi de catégorie A au 31 décembre 2011 : 2 921[73]

### Commerce

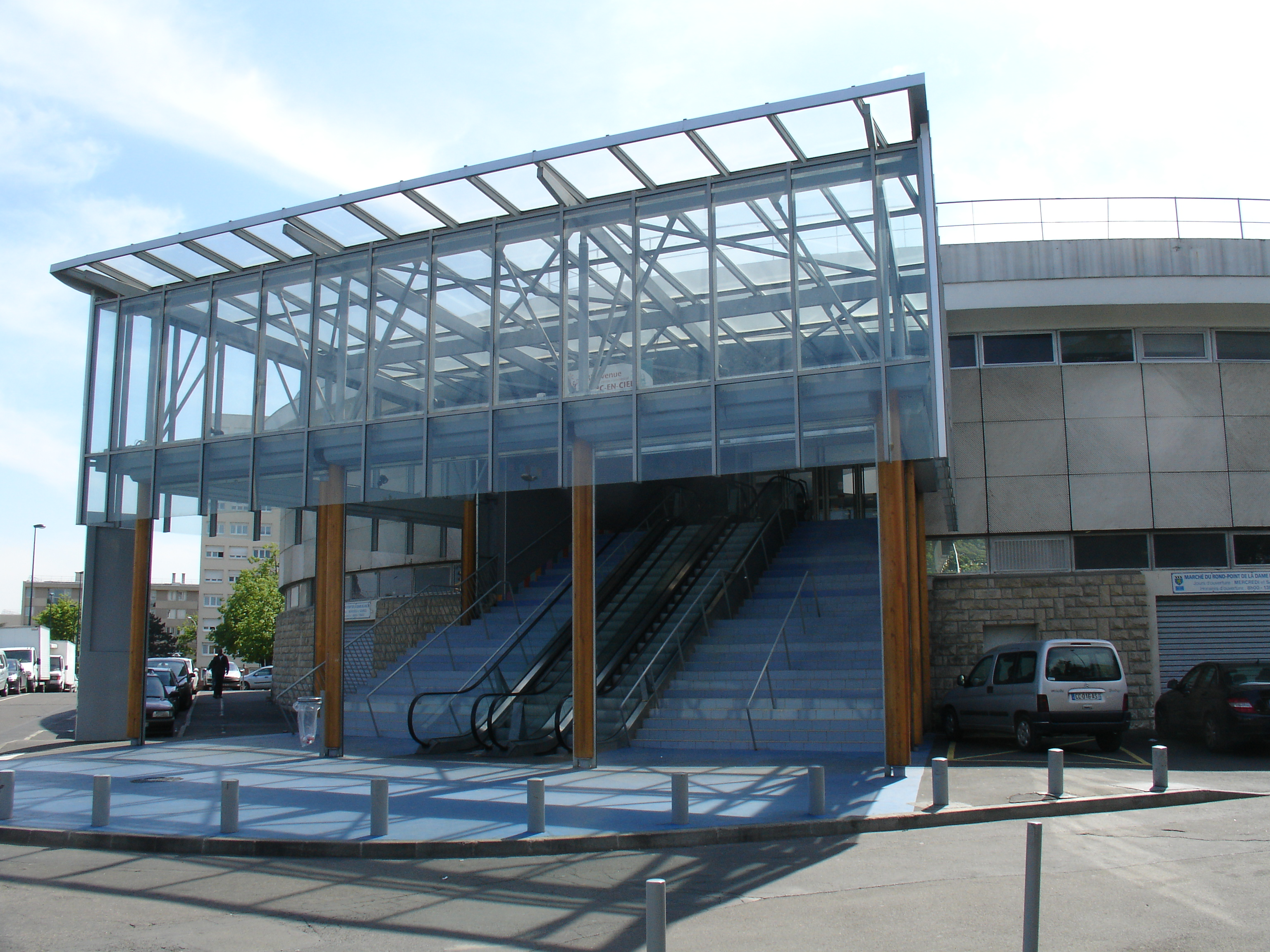
Le centre commercial de l'hotel de ville

Garges possède de nombreux commerces et artisanats répartis dans toute la ville.
Il y a plusieurs centres commerciaux dont les plus importants sont CARREFOUR et  le CC du Pont du Pierre, à La Muette. Le Centre commercial des portes de la ville près de la gare. Le centre commercial de l'hotel de ville , inauguré en avril 1971 sous le nom de Rond-point de la Dame Blanche, est le principal facteur d'animation du centre-ville.
On y trouve deux zones d'activités commerciales : le Z.A.C de la Muette et le Z.A.C des Doucettes, l'Argentière, Fontaine-aux-Prêtres, située juste en face du parc départemental de La Courneuve.
La commune accueille deux marchés : Le marché de l'hôtel de ville place Jean-François-Chalgrin, situé derrière le centre commercial, et le marché Marguerite Boucicaut aux Portes de la ville, à   proximité de la gare RER D

#### Monument historique

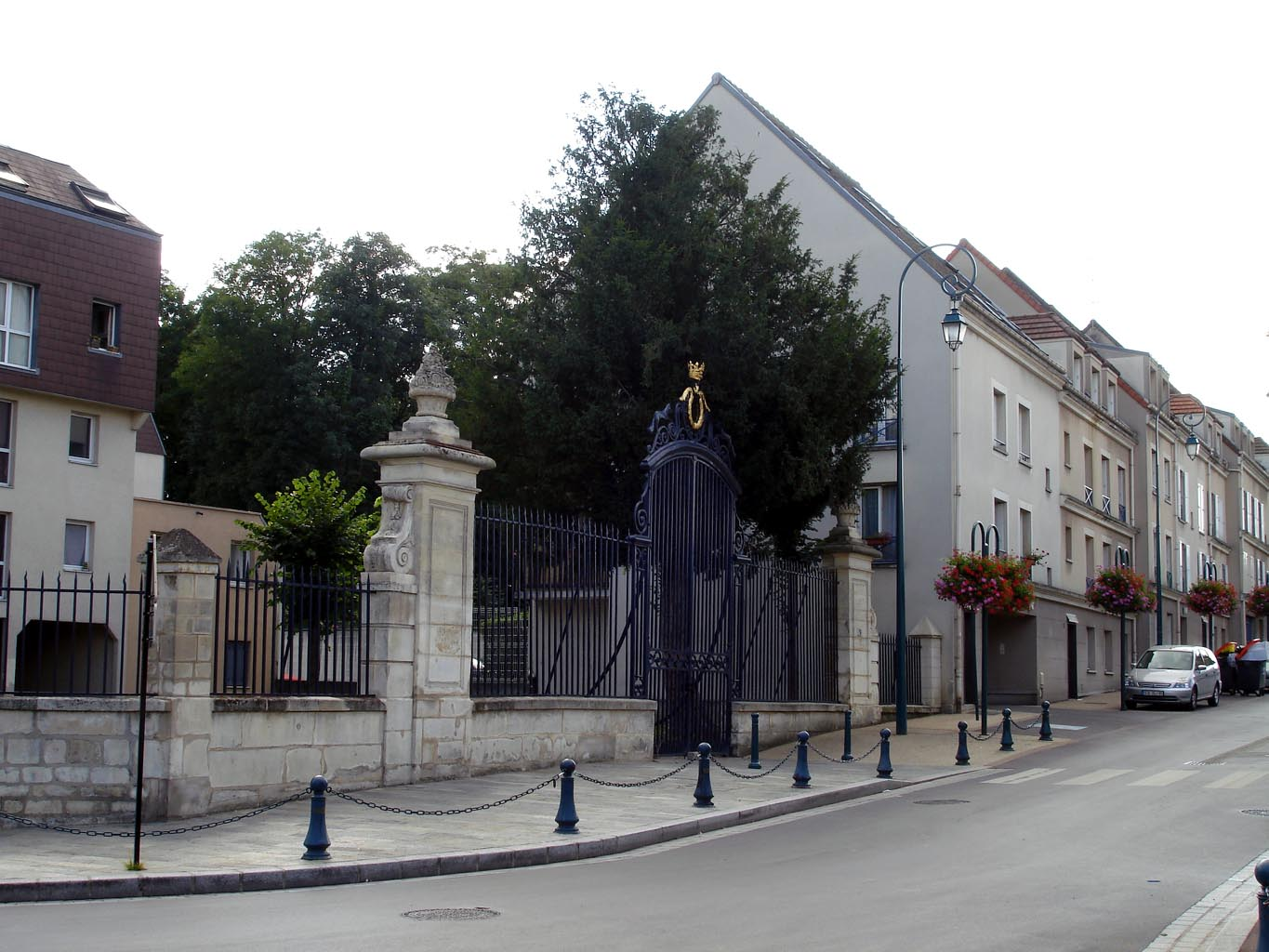
Grille du château.

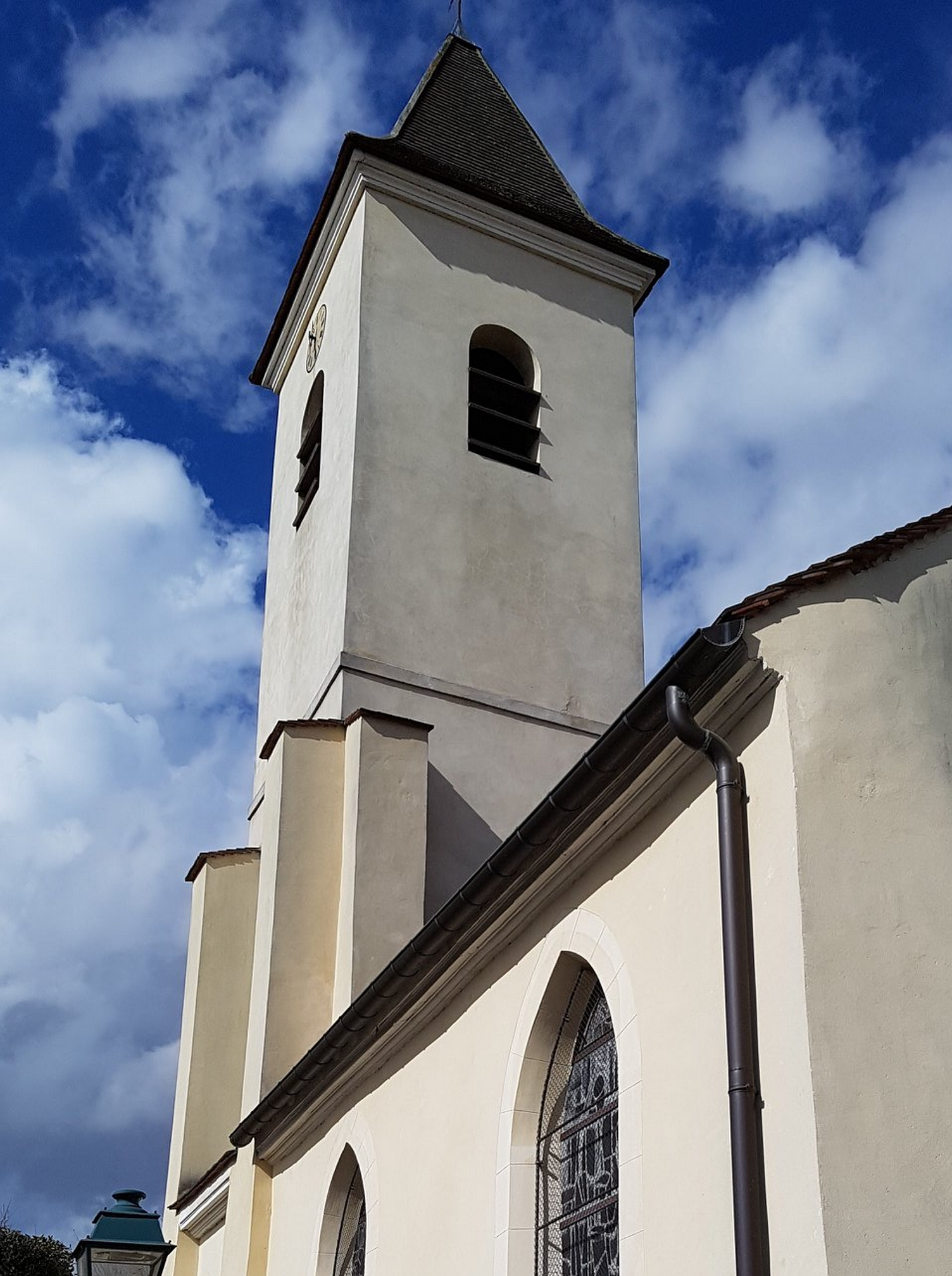
Clocher de l'église Saint-Martin.

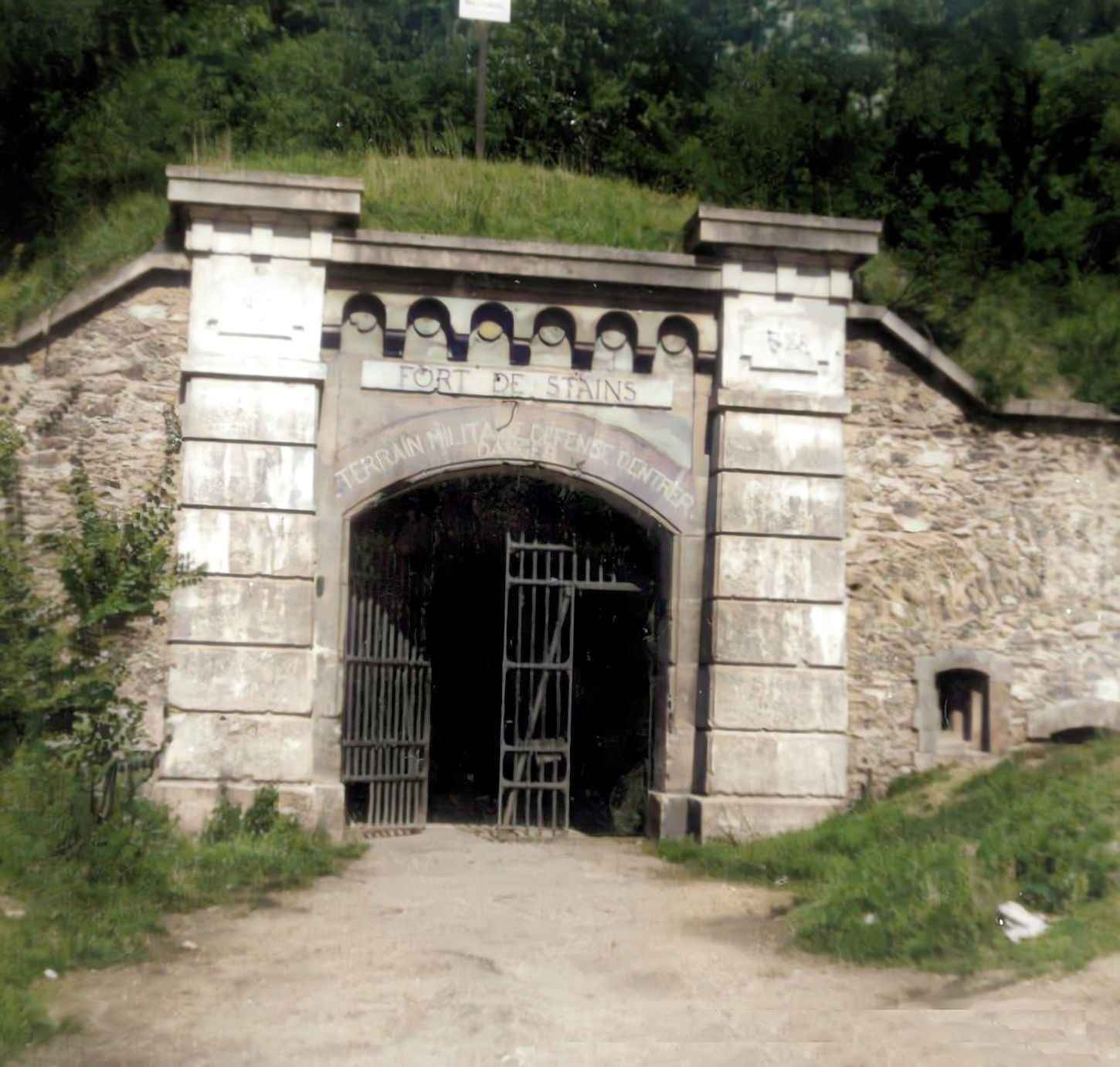
Fort de Stains

Garges-lès-Gonesse ne compte qu'un seul monument historique sur son territoire, qui se compose de deux éléments distincts :
- Le château de Garges ou château Blondel : Grille du château, rue de Verdun (inscrit monument historique par arrêté du 11 janvier 1944[74]) : cette grille avec ses piliers en pierre de taille date de 1775 et constitue un vestige du petit château qu'Augustin Blondel de Gagny (1695-1776), protégé de Jean-Baptiste de Machault d'Arnouville, avait acquis de la part de Jean-Joseph Palerne. Le réaménagement de l'édifice fut confié à Pierre Contant d'Ivry (1698-1777), également architecte-décorateur du château d'Arnouville. Le petit château de Garges, dit « château Blondel », n'est plus entretenu par ses propriétaires successifs durant le XIXe siècle, et les bombardements alliés de 1944 sur l'aérodrome du Bourget voisin l'endommagent irrémédiablement. Il est démoli en 1952. L'annulation de son inscription au titre des monuments historiques n'intervient que postérieurement par arrêté du 17 décembre 1964. Le parc est loti et construit d'immeubles collectifs. Subsiste toutefois un abreuvoir  qui contrairement à la grille et aux piliers, n'est pas classé. Il est, attribué au même architecte[75],[74]

#### Autres éléments du patrimoine
- Église Saint-Martin, rue Marcel-Bourgogne

C'est un bâtiment sans caractère remontant au XIIIe siècle pour ses éléments les plus anciens, mais profondément remaniée au XVIIIe siècle, tant sur le plan de la structure que sur celui de l'ornementation. En effet, pratiquement aucune trace du Moyen Âge n'est plus visible. De plan rectangulaire, l'église se compose d'une nef de trois travées avec des bas-côtés au nord et au sud, ainsi que d'un chœur au chevet plat de deux travées, accompagné de deux collatéraux. Le clocher s'élève au-dessus de la troisième travée du bas-côté nord. Malgré les restructurations du XVIIIe siècle apportant à l'intérieur une touche de style classique, les baies et les arcades faisant communiquer nef et bas-côtés restent en arc brisé. La nef dispose d'un plafond en bois ; les bas-côtés sont voûtés d'arêtes. Le retable du XVIIIe siècle, en bois sculpté, présente le style Rocaille et est classé au titre des objets. Le tableau a par contre été volé le 5 août 1983,. L'église a été entièrement rénovée en 2008 et 2009. Les cryptes de l'église, qui datent bien avant 1100, recèlent elles aussi des tunnels et de vieux sarcophages, certains de ses ossements ont été transférés au Vatican, les cryptes sont nombreuses dans la rue, certains magiciens de l'ancienne religion y aurait trouvé refuge[réf. nécessaire].
- Fort de Stains

Début de la construction le 13 juillet 1874 et aujourd'hui désaffecté, c'était un des forts du système Séré de Rivières pour la défense de Paris. Ce sera le dernier fort construit par le général Seré de Rivières, connu comme le bâtisseur de plus de cinq cents places fortes et ouvrages défensifs divers. Devenu propriété communale, le fort ainsi que ses abords furent l'objet d'un projet d'aménagement en parc paysager et de loisir dès le milieu des années 1950 mais pris une forme définitive vers 1971.
Les fossés furent alors comblés, occultant du même coup l'escarpe, la contrescarpe, et les trois canonnières. La tourelle cuirassée construite par la société Schneider, abritant deux canons de 155 d'une portée maximale de 7,5 km existe encore mais son accès est définitivement condamné. Envahi par la nature, le fort est de nos jours un lieu de flânerie et de jeux.

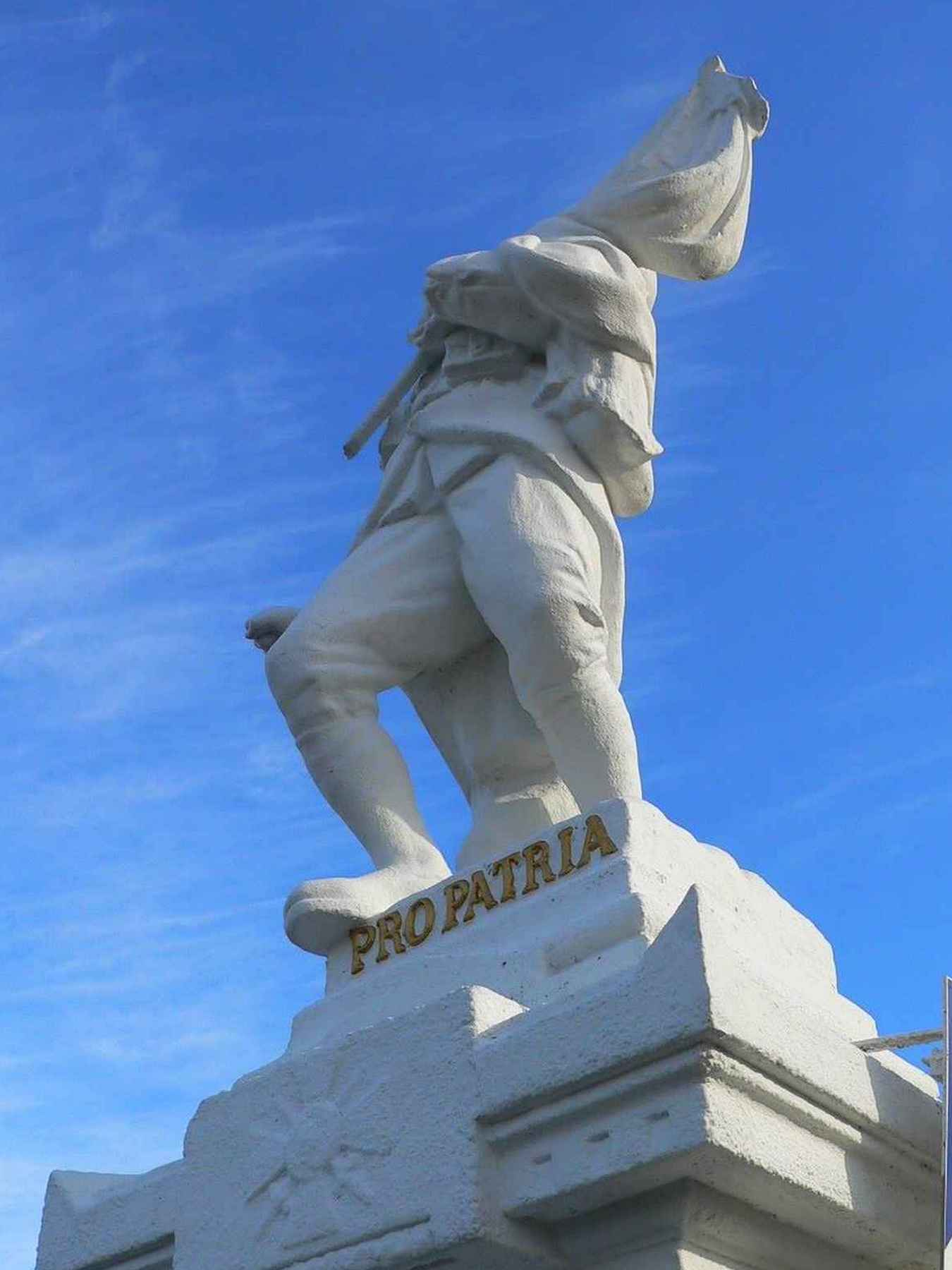
le monument aux morts

- le monument aux mortsMonument aux morts

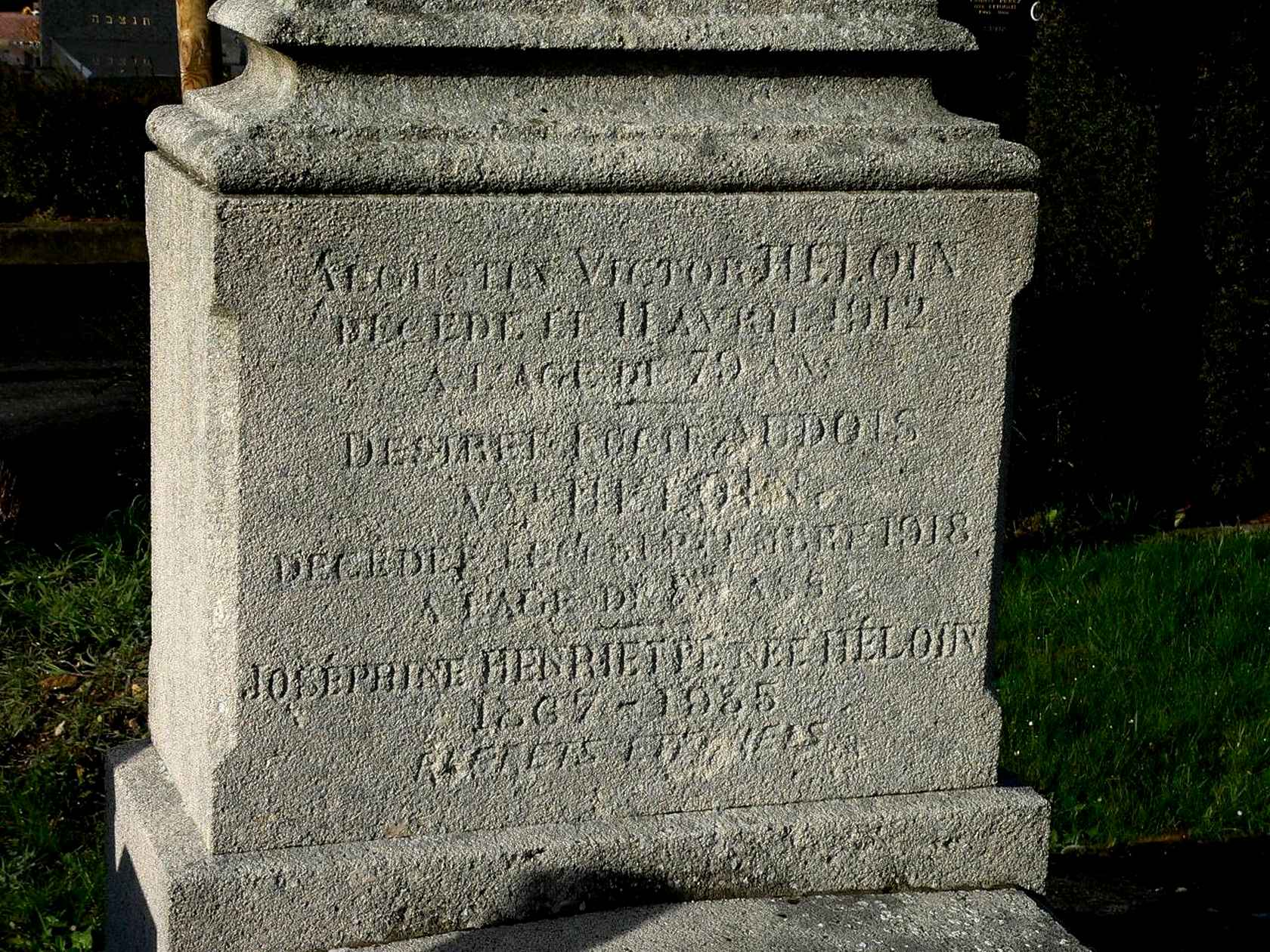
Famille Héloin une dynastie de plâtriers Gargeois du 16e au 18e siècle

Datant de 1924, cette sculpture rend hommage aux morts de la Première Guerre mondiale. Il se situe au centre du cimetière. Cimetière qui se trouvait jusqu'à l'année 1850 en lieu et place du Centre Culturel et Social du Village et de la salle Gabriel Péri (rue de Verdun). Il semblerait que l'enterrement de Marie-Louise Tranchant (1784-1850) veuve de Pierre Ratier (1777-1832) fut la première sépulture de ce nouveau cimetière. Dans la partie la plus ancienne, mais pas seulement, on y trouve les sépultures des membres de la famille Héloin,  encore présente de nos jours au vieux pays, et ceci sans aucune interruption depuis 1680 alors que Louis XIV est Roi de France et de Navarre .
- Corps de Logis du fief de la poterne

Cette demeure se trouve rue de Verdun. Elle est depuis le début du XXe siècle recouverte de fausses pierres meulière. Le 7 juillet 1659 Louis Garrot procureur au parlement vient de rendre hommage à François de Machault, seigneur du lieu, pour sa propriété de Garges. En se reconnaissant comme son vassal, Louis Garrot est désormais le sieur de la Poterne et le domaine érigé en fief. Le domaine s'étendait depuis ce qui est de nos jours, la rue de Verdun, jusqu'au chemin des Menées. Les deux piliers qui permettaient l'entrée dans le parc du fief de la poterne sont encore présents, et se situent au 154 avenue de Stalingrad.
- Ateliers de fabriques Yvose-Laurent

Ce bâtiment est situé à la jonction de la rue Marcel-Bourgogne et de la rue Pierre-Noël-Duvivier. La fabrique Yvose-Laurent acquiert le terrain en 1860. Cette entreprise qui fabrique des toiles imperméables destinées à bâcher des entrepôts des quais maritimes et des wagons de chemin de fer compte déjà plus de 400 personnes réparties dans 9 établissements. Dès le mois d'avril 1861, les maires de Garges et de Bonneuil sont conviés à assister aux premiers essais. Le préfet délivre l'autorisation officielle d'exploitation le 10 septembre 1861 à la satisfaction générale. Six mois plus tard le préfet se déjuge sur l'autorisation accordée sous le prétexte qu'un tel établissement ne peut être implanté à proximité des habitations. C'est le Conseil d'État qui tranche le 9 février 1866 en annulant toutes les précédentes autorisation en décrétant la fermeture définitive sous 6 mois. Depuis, ce bâtiment est devenu une ferme et se dégrade de jour en jour.
- L'habitation du meunier du moulin des Paillards

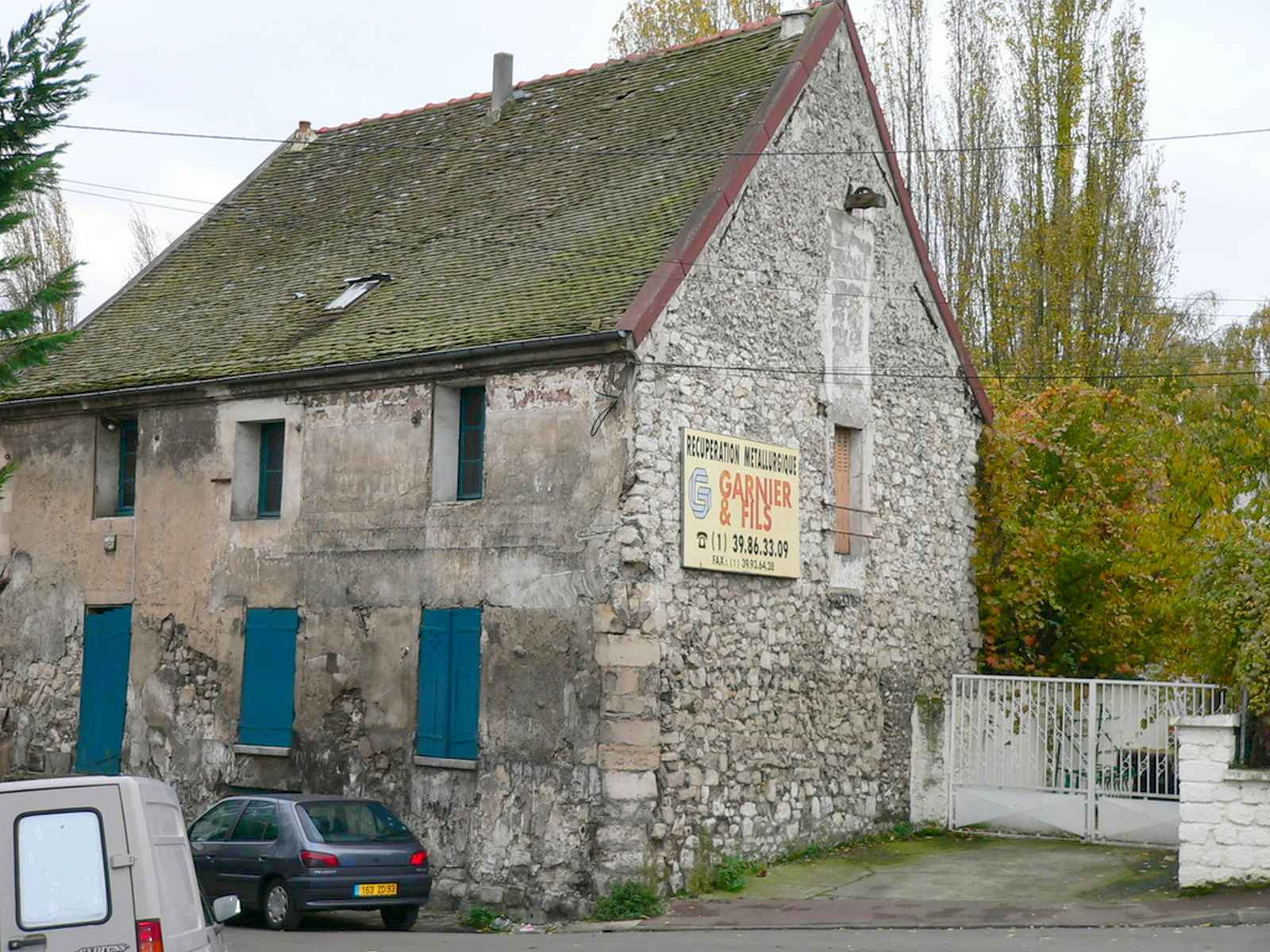
Habitation du moulin des Paillards

Cette demeure très endommagée car jamais entretenue se trouve impasse des moulins. Le moulin qui s'y trouvait était le plus puissant des moulins de Garges. Les deux autres se trouvaient rue Alexandre Fessou, moulin nommé « le petit moulin » ou « le moulin de Menées » était dirigé par monsieur Alexandre, Mathutin Fessou (1838-1906) et son épouse Louise (1851-1900), et le moulin Fossard situé dans ce qui est nommé de nos jours le chemin des Menées autrefois la rue de la croix Fossard.
- Pavillon de la rue Pierre Noël Duvivier

Ce pavillon, œuvre de Pierre Contant d'Ivry architecte du roi, se situe rue Pierre Noël Duvivier face à la maison de retraite Jeanne Carnajac et à l'angle de la rue René Blouet. Ce pavillon a été édifié vers 1755-1756.
- La première mairie-école (1855-1913) L'édifice situé rue de Verdun accolé au presbytère d'un côté et à la place Yves Herrand de l'autre est devenu un bureau de poste en 1948 et actuellement héberge  le Centre Social et Culturel du Village.

- Pavillon avenue de Stalingrad . Architecte Pierre Contant d'IvryPavillon de l'avenue de Stalingrad

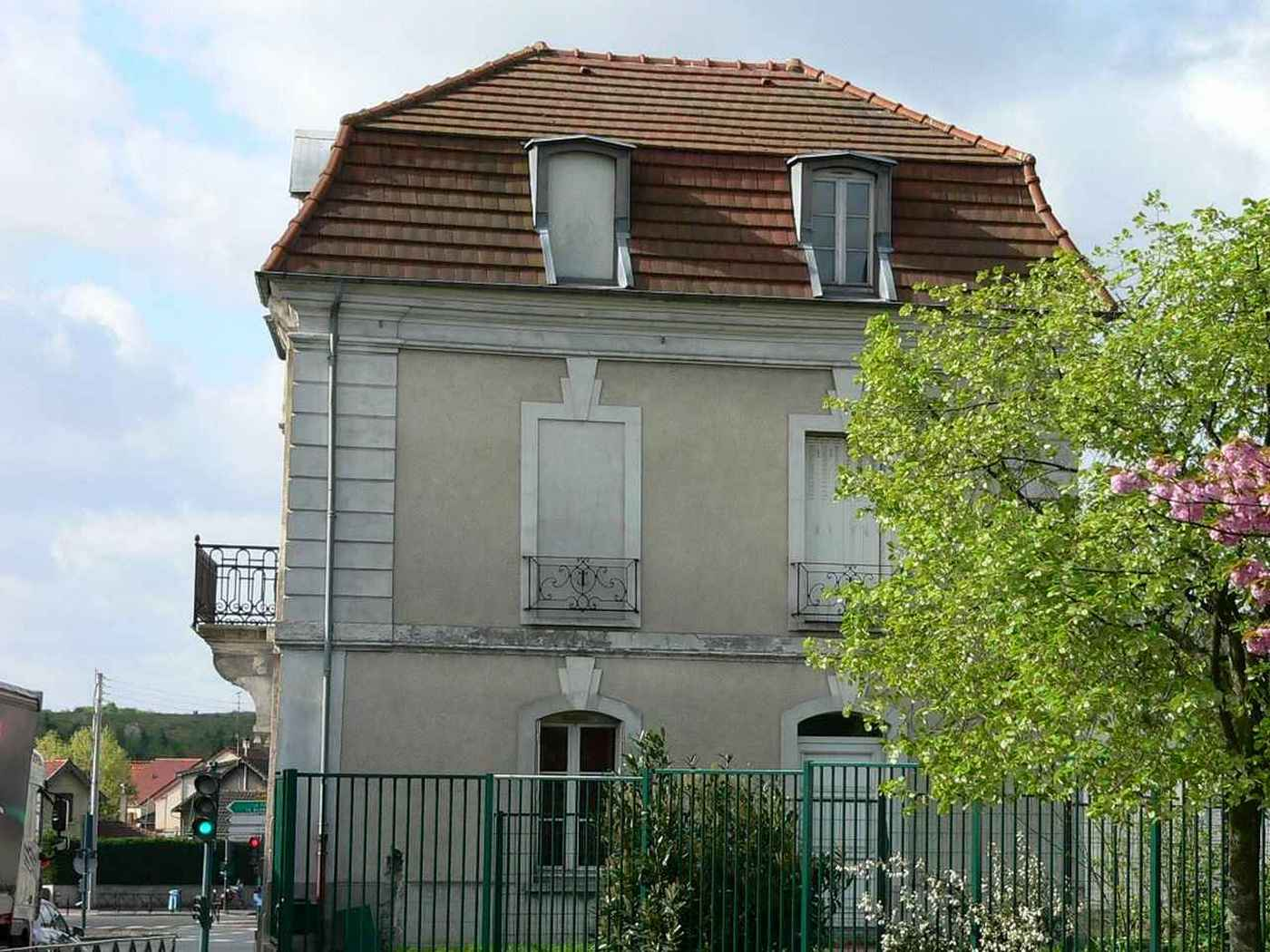
Pavillon avenue de Stalingrad. Architecte Pierre Contant d'Ivry

Œuvre de l'architecte décorateur Pierre Contant d'Ivry (1698-1777), se situe à l'angle de l'avenue Général-de-Gaulle et de l'avenue de Stalingrad. Il fut édifié très probablement vers 1768. Ce pavillon n'est pas classé et est de ce fait en très mauvais état. Toute protection au titre des monuments historiques ne peut se faire, d'ailleurs et sauf instance de classement (procédure rare) qu'avec l'accord des propriétaires. Ce pavillon est peut-être protégé dans le PLU ce qui en principe empêche sa démolition mais n'oblige pas le propriétaire de réaliser un entretien minimum "en bon père de famille".

### Parcs et espaces verts

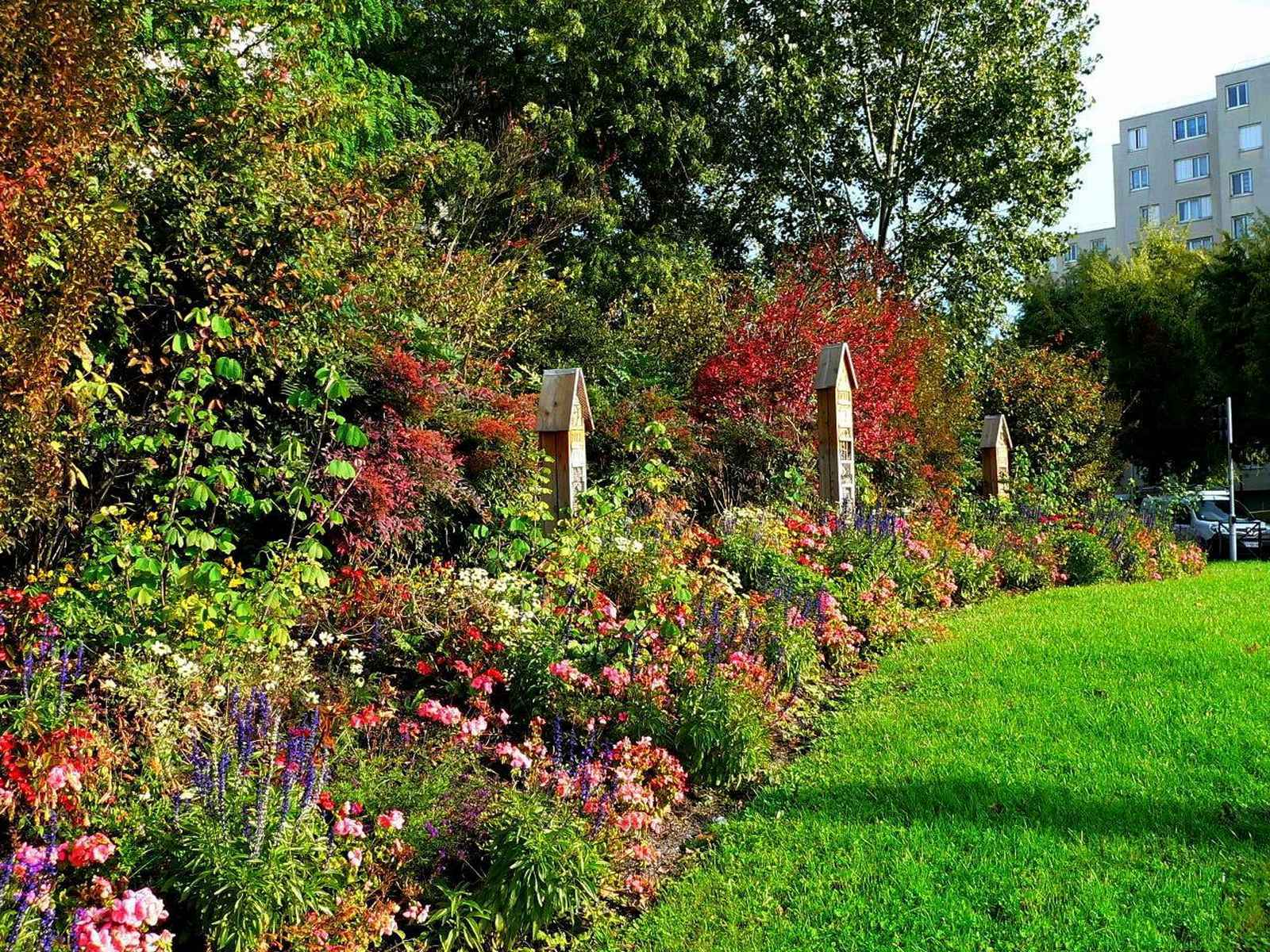
Garges ville fleurie

- Sur le territoire gargeois se trouve le plus grand parc d'Île-de-France, le parc de La Courneuve (parc Georges-Valbon depuis le samedi 9 janvier 2010), qui s'étale du sud-est de la ville à quatre communes de la Seine-Saint-Denis (La Courneuve, Saint-Denis, Stains et Dugny). C'est le plus important espace vert de la ville.
- Le bois de Garges, situé au nord-ouest de la ville, accueille le parc du fort de Stains .

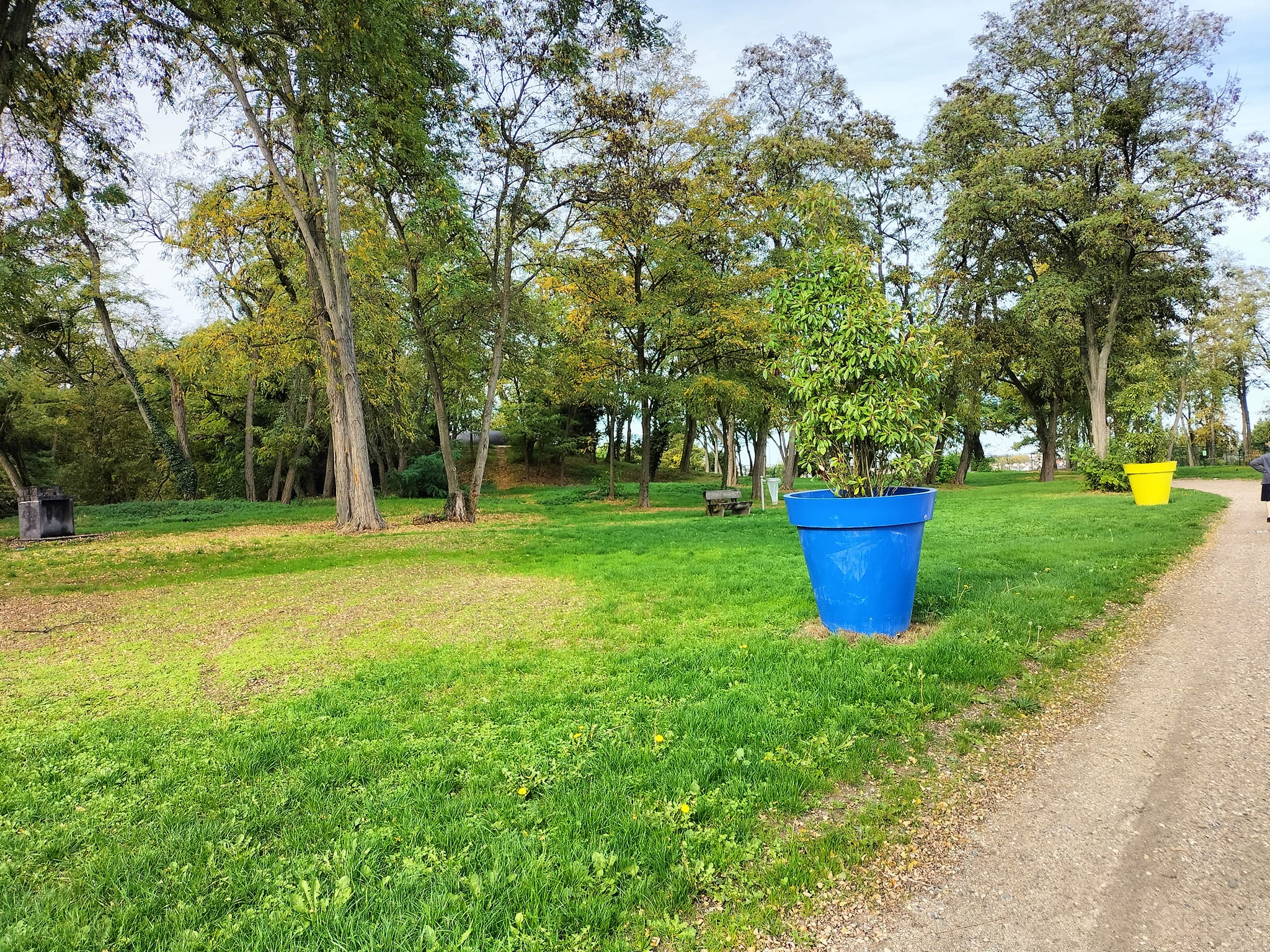
Parc de loisirs du Fort de Stains

La ville a reçu en 2012 le prix d'excellence départemental des villes, villages et maisons fleuris.

### Équipements culturels
La ville possède plusieurs infrastructures culturelles :

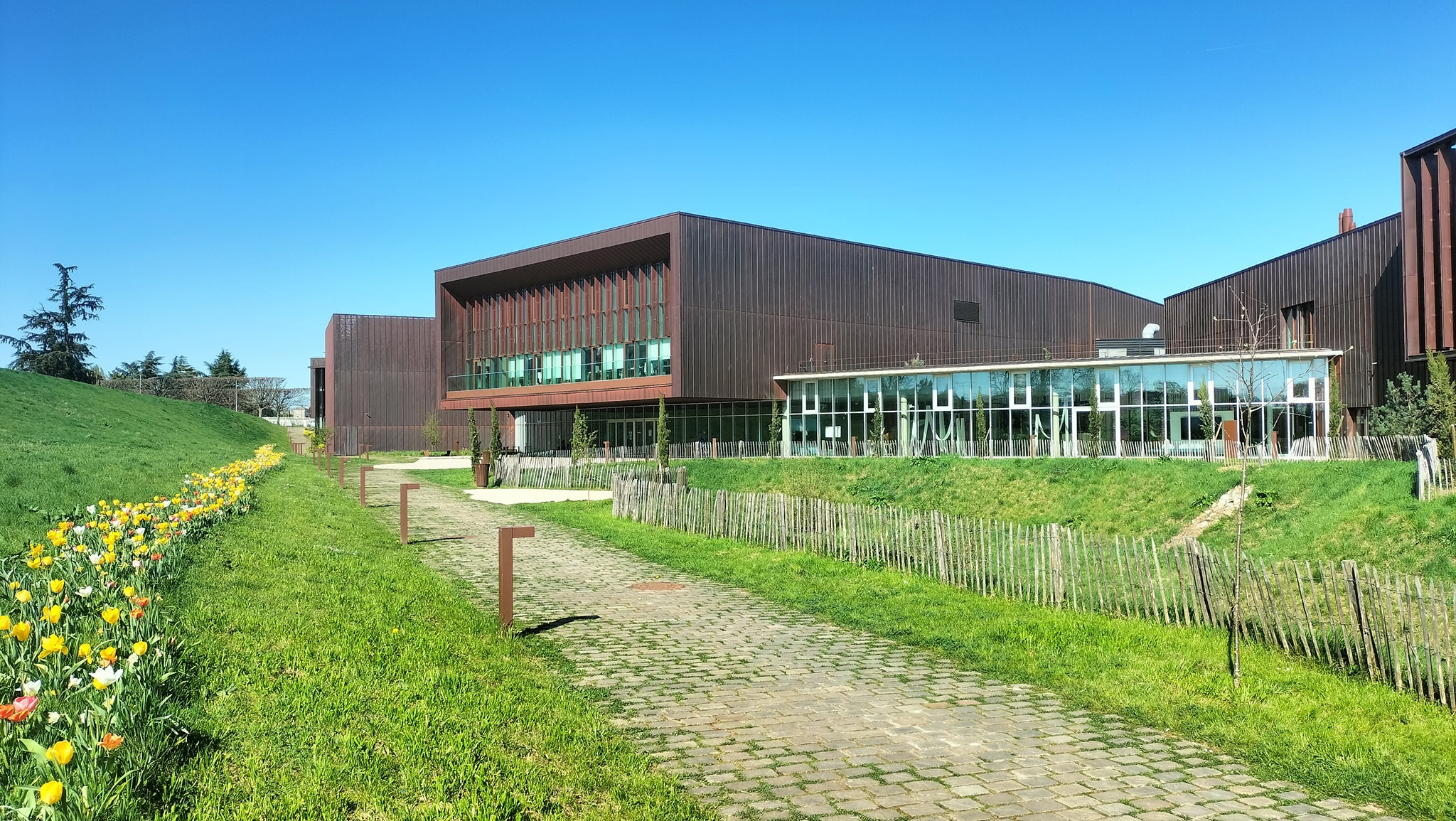
Le Cube

- Le Cube Garges est un pôle d'innovation culturelle interdisciplinaire et numérique de 10 000 m2. Il regroupe six équipements culturels favorisant l'inter-créativité, l'interdisciplinarité et la participation collective : un hall d'exposition, deux salles de spectacles La scène et Le ring, une salle de cinéma et de réalité virtuelle L'écran, un espace créatif La fabrique avec un fablab, des salles d'ateliers, de musique, de danse et de théâtre et des studios d'enregistrement, ainsi que La médiathèque intercommunale. Axé sur le renouveau créatif, Le Cube Garges allie découverte des nouvelles formes artistiques, pratiques inclusives, formations au numérique et réflexion interdisciplinaire sur les enjeux sociétaux.
- L'école municipale d'arts plastiques (EMAP), rue Philibert-Delorme, proposait jusqu'en 2022 la découverte et l'approfondissement des arts plastiques : dessin, peinture, volume, gravure, histoire de l'art et des civilisations, photo, vidéo, mosaïque. Il y a également des expositions d'artistes contemporains, des stages spécifiques et des animations durant les vacances scolaires. L'EMAP à fermé ses portes fin 2022 la ville s'orientant vers des pratiques numériques au cube. Le bâtiment rue Philibert Delorme a été mis a disposition d'un centre de santé. Quelques cours d'arts créatifs et arts plastiques existent dans les centres sociaux de la ville mais sans ambition de formation.

### Manifestations culturelles et festivités
- L'Urban culture festival un festival des Cultures Urbaines.
- En avril ? Ça défile !
- Le spectacle pyrotechnique du 13 juillet.
- Une Flashmob géante relayée par les journaux nationaux.
- Le festival Jeunes en scène, évènement qui a pour but de valoriser les jeunes chanteurs gargeois.
- La fête de quartier, organisée par le Centre social et culturel municipal Dulcie September.
- La diversité culturelle de la ville est célébrée grâce au cycle des « Garges-lès… » : l'Inde avec « Garges-lès… Ganesh ! » en 2007, l'Espagne et le Portugal en 2008 avec « Garges-lès… Ibères ! », l'Afrique Sub-saharienne en 2009 avec « Garges-lès… Boubous ! », la Turquie en 2010, avec « Garges-lès… Lokum ! ». En 2011, ce fut au tour de l'Italie avec « Garges-lès… Quattro Stagioni ! » et enfin en 2012, l'Empire du Milieu avec « Je persiste et Chine ».

### Garges-lès-Gonesse au cinéma et à la télévision
- Le film Raï a été tourné dans le quartier de La Muette et de la Dame Blanche-Nord[79].

### Personnalités liées à la commune

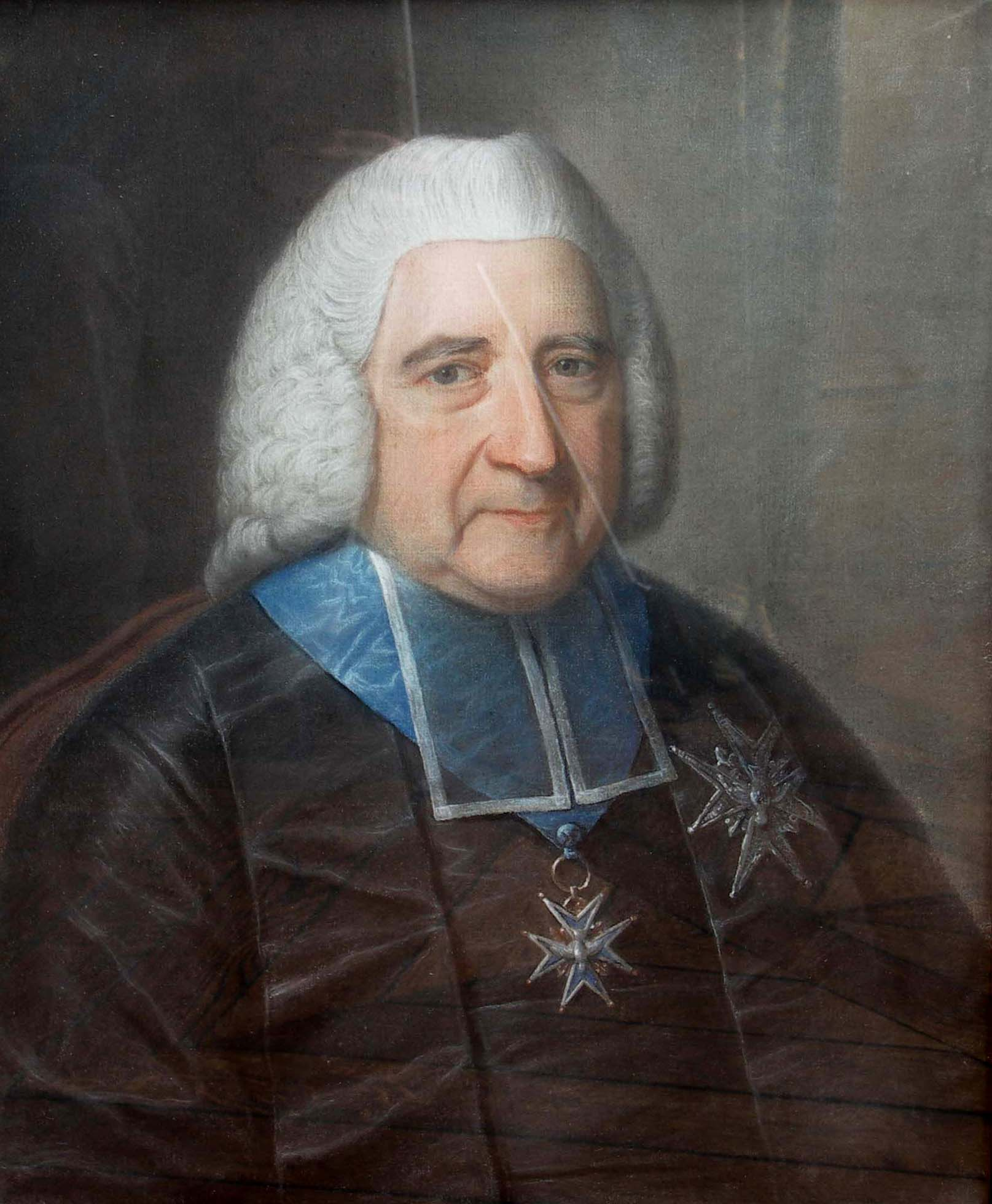
Jean-Baptiste de Machault d'Arnouville
pastel - château de Thoiry.

- Jean-Baptiste de Machault d'Arnouville (1701-1794), contrôleur général des finances de Louis XV et dernier seigneur de Garges ;
- Maxime Dethomas, dessinateur, peintre et décorateur français, né à Garges le 13 octobre 1867 ;
- Jean-Luc Einaudi, historien dont les recherches sur le Massacre du 17 octobre 1961 à Paris ont permis d'établir la responsabilité de Maurice Papon ;
- Jacques Menestrey (1914-1997), résistant français, Compagnon de la Libération, décédé et inhumé à Garges-lès-Gonesse ;
- Dee Dee Bridgewater, (1950-) chanteuse américaine de jazz, a vécu à Garges dans les années 1980 et 1990 ;
- Pierre Mérot (1959-), écrivain, a enseigné le français à Garges, au lycée Simone-de-Beauvoir, de 1999 à 2016 ;
- Bernard Hautecloque, (1963-) historien et écrivain, a enseigné à Garges de 1992 à 1994, au lycée Simone-de-Beauvoir ;
- Les Neg' Marrons, groupe de rap qui a fait ses premiers pas dans les quartiers de la ville ;
- Samira Bellil (1972-2004), éducatrice et militante a vécu son enfance et son adolescence à Garges ;
- Jérôme Ebella dit « Kenzy » manager et fondateur du groupe de rap Ministère A.M.E.R. ; président directeur général du label de rap Secteur Ä[80] ;
- Isabelle Severino, (1980-) gymnaste, a passé son enfance et une partie de son adolescence à Garges ;
- Marc Macedot (1988-), athlète ;
- Wissam Ben Yedder (1990-) footballeur français évoluant à l'AS Monaco (Ligue1) qui a grandi dans la cité du C.D.I. ;
- Mr Brainwash (1966-), artiste français d'art urbain qui a passé son adolescence à Garges.

### Héraldique
| Blason de Garges-lès-Gonesse | Blason  | D'azur au lion d'or, au chef d'argent chargé de trois têtes de corbeau de sable arrachées de gueules.                   |
| Blason de Garges-lès-Gonesse | Détails | Les trois têtes de corbeaux sont le symbole des Machault d'Arnouville. Le statut officiel du blason reste à déterminer. |